# Bovenkruier

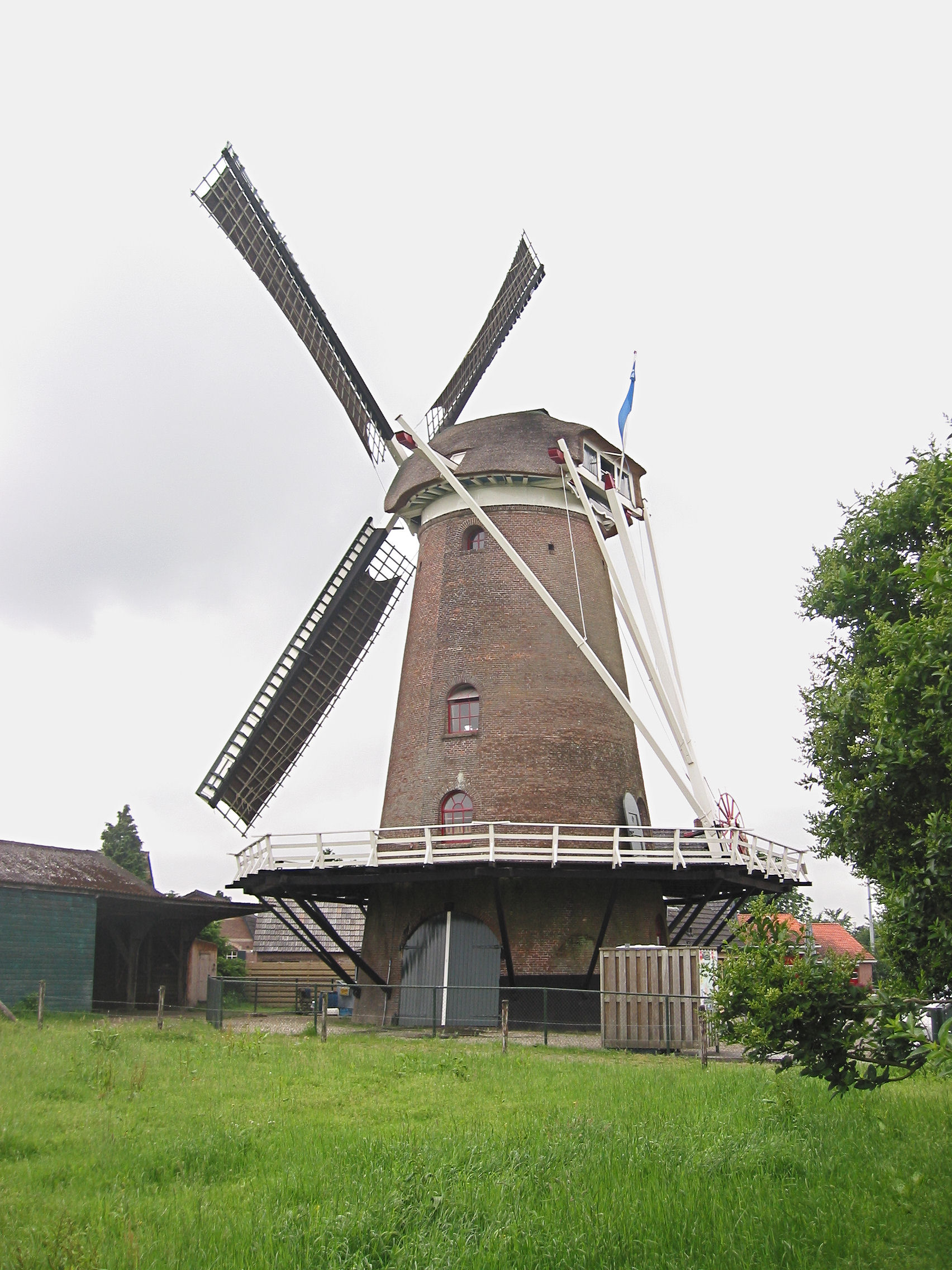
De De Hoop in Garderen is een bovenkruier

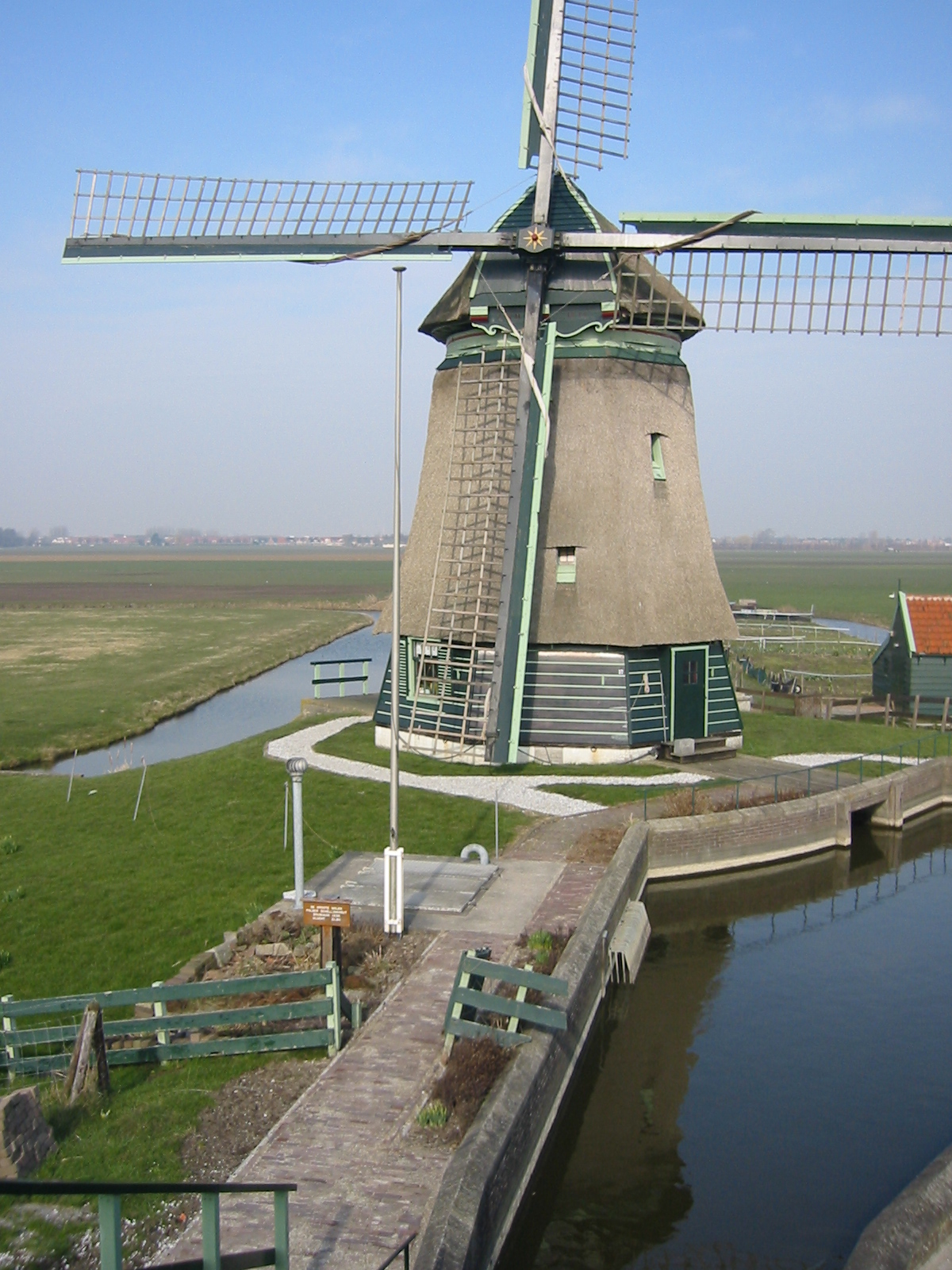
De Grote Molen te Schellinkhout is een achtkante poldermolen met een binnenkruiwerk

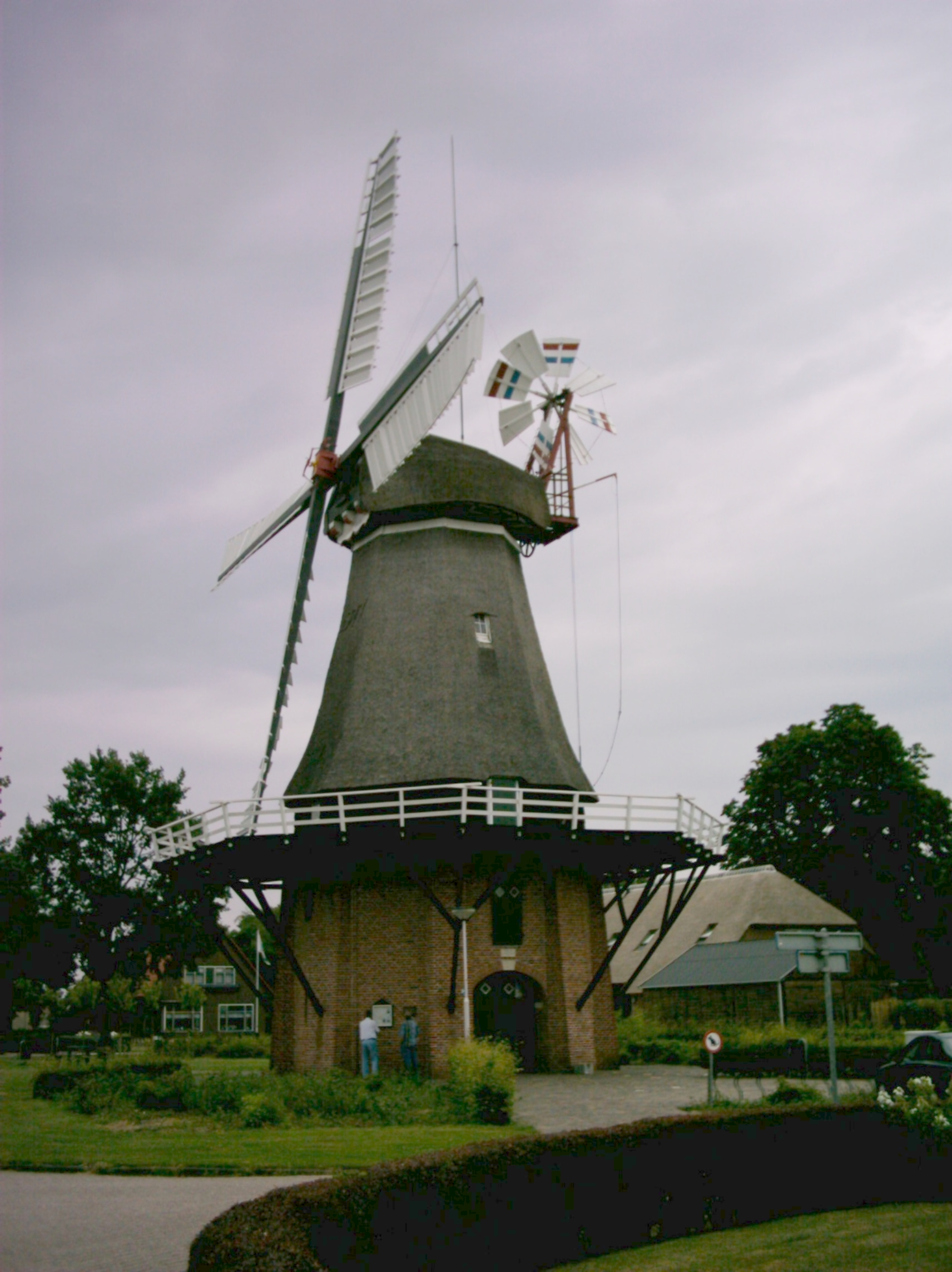
De Sterrenberg in Nijeveen is een zelfkruier.

Een bovenkruier is een windmolen waarbij alleen de kap met het wiekenkruis in het horizontale vlak draaibaar is voor een optimale windvang. Dit in tegenstelling tot een middenkruier, meestal een wipmolen en een molen die in zijn geheel op de wind wordt gedraaid, zoals de standerdmolen.
Door het bovenste deel van de molen in de juiste richting van de wind te plaatsen (het zogenaamde kruien) komen de molenwieken loodrecht op de wind te staan. Hierdoor verkrijgt men de beste energie-overdracht.

## Soorten bovenkruiers
Er zijn drie soorten bovenkruiers:

### Molens met een buitenkruiwerk
Deze zijn meestal te herkennen aan de staart achteraan de kap; hier zet de molenaar met behulp van een kruiwiel (ook wel kruirad of kruibok genoemd) of kruilier en kettingen of kabels de staart in de gewenste positie. Soms is er een rondgaande ketting, die dus niet meer verlegd hoeft te worden. Om de molen te draaien, gebruikt men een van de volgende middelen:
- Kruiwiel met kruispil. Door de kruiketting aan één kant vast te leggen en deze vervolgens met het kruirad op de kruispil, de munnik, te rollen kan de kap een stukje gedraaid worden. Vervolgens moet de ketting weer afgerold worden en een stuk verder weer vastgemaakt enz. totdat het wiekenkruis op de wind staat. De staart wordt vervolgens vastgezet met de bezetketting, waardoor de kap niet meer kan draaien en het kruiwiel wordt met de spaakketting vastgezet.
- Kruilier. Door de kruiketting via gietijzeren tandwielen te laten lopen wordt de overbrenging kleiner en gaat het kruien makkelijker.

De staart is bevestigd aan twee horizontale balken (spruiten), respectievelijk genaamd de korte, die achteraan langs de kap gaat, en de lange spruit, die vooraan door de kap steekt. De naar beneden lopende staartbalk zit vast in het midden van de korte spruit. De lange spruit zit met de twee lange schoren onderaan de staartbalk vast en de korte spruit met de twee korte schoren.
Wanneer de molen is voorzien van een kettingkruiwerk heeft hij geen staart maar een vanuit een tandwiel in de kap naar beneden hangende ketting, waarmee de kap op de wind wordt gezet. In Nederland is alleen de windmolen van de Kilsdonkse Molen met een kettingkruiwerk uitgerust; in België komt dit type kruiwerk vaker voor.

### Molens met een binnenkruiwerk

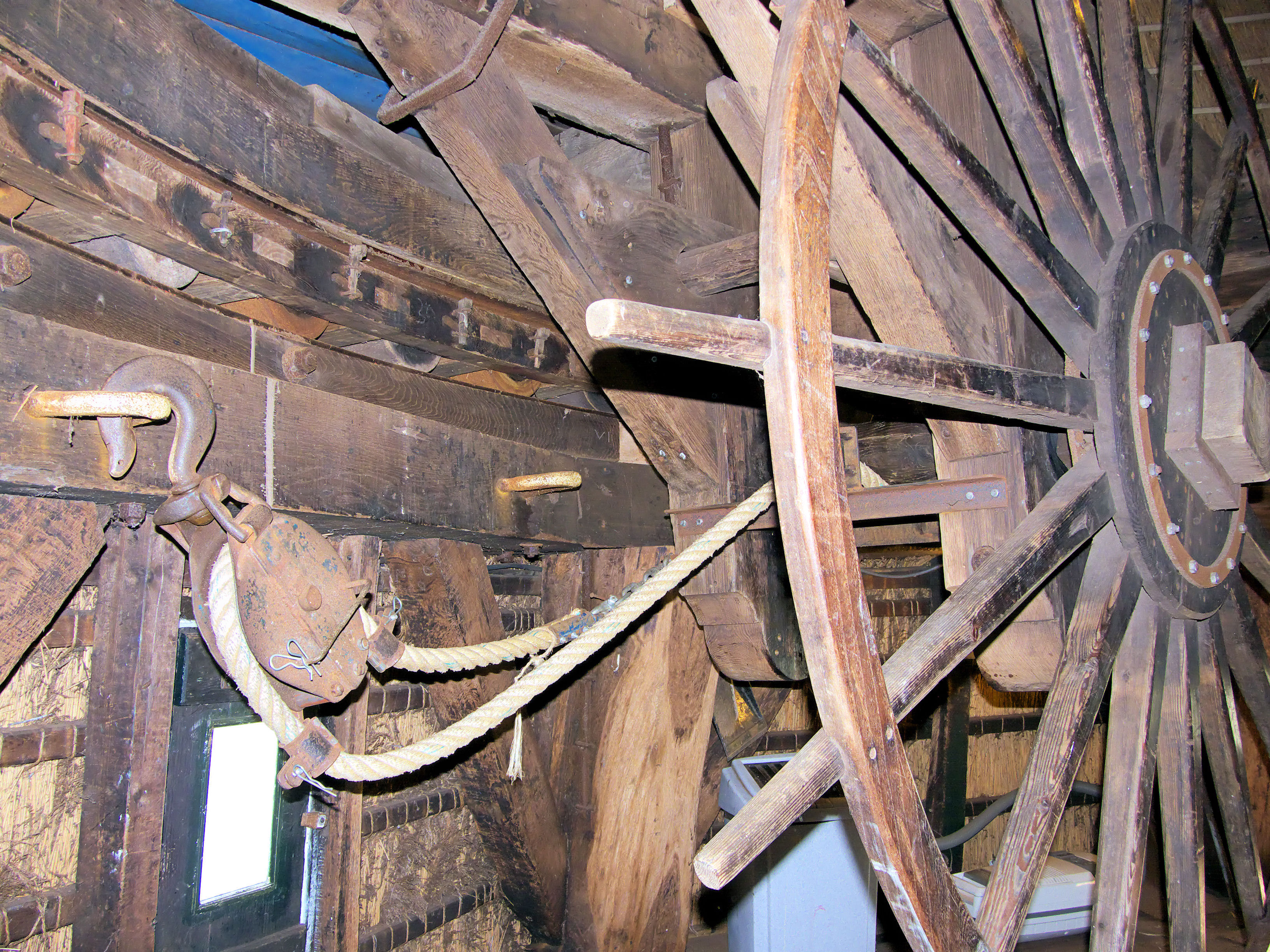
Binnenkruiwerk met kruirad

Bij dit type zet de molenaar binnen boven in de kap met behulp van een kruirad en een kruireep (kruitouw) de molenkap in de gewenste positie. De poldermolens in Noord-Holland zijn overwegend binnenkruiers, waardoor ze een meer plomp aanzien hebben, omdat de bovenkant van de houten achtkant voor het kunnen kruien vrij breed is. Ditzelfde type molen is echter in Zuid-Holland omgebouwd tot buitenkruier.
- Torenmolens hebben ook een binnenkruiwerk dat met een rondsel en tandwielen werkt. Ze worden met twee kruiraderen gekruid, omdat ze te groot zijn voor één kruirad.

### Molens die zichzelf kruien
Deze worden ook wel zelfkruiers genoemd. Een kruisysteem boven op de kap wordt aangedreven door de wind met behulp van een windroos en zorgt ervoor dat het wiekenkruis op de wind komt te staan.

## Typen kruiwerk

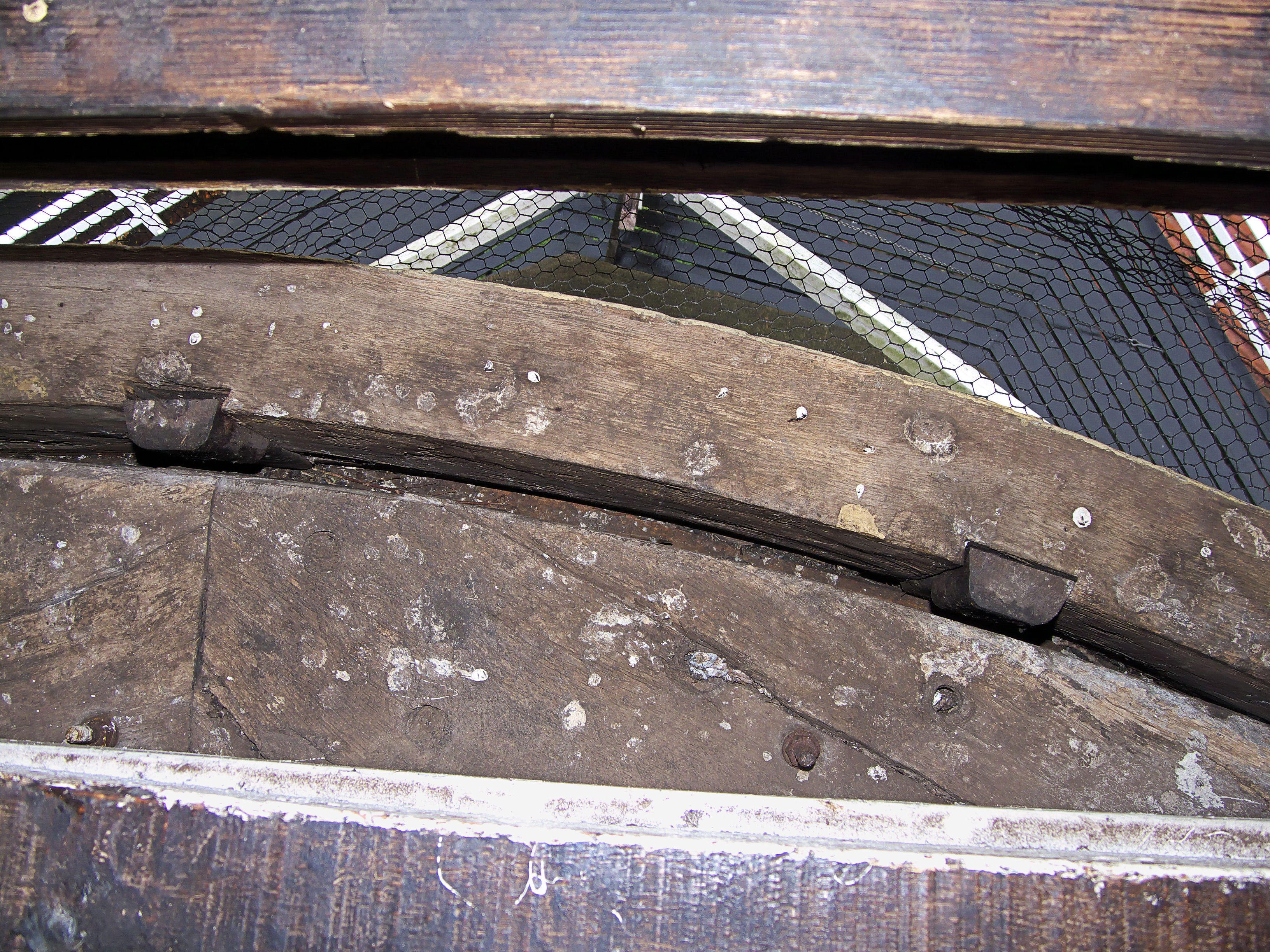
Keerneuten van De Passiebloem

Er zijn verschillende typen kruiwerk bij een bovenkruier:
- Engels rollenkruiwerk met ijzeren rollen. Waarschijnlijk is het eerste Engelse kruiwerk met de opkomst van gietijzer omstreeks 1850 voor het eerst toegepast.
- IJzerenrollen (mosterdpotjes) vastgezet op kruivloer en alleen rail onder overring
- Rollenkruiwerk met houten of ijzeren rollen in houten rollenwagens
- Neutenkruiwerk op neuten (houten balkjes), die aan de bovenkant afgedekt kunnen zijn met blik
- Voeghouten kruiwerk, waarbij de voeghouten, roosterhouten en steunder over de kruiring (kruivloer) van de onderbouw schuiven.
- Zetelkruiwerk, in België en Noord-Frankrijk zijn zetelkruiers waarbij de kap kruit op een zetel tussen een set balken.

Bij het rollenkruiwerk met houten of ijzeren rollen in houten rollenwagens en bij het neutenkruiwerk wordt de kap op zijn plaats gehouden door de kuip (keerkuip). Hierbij bestaat de keerkuip uit dikke eiken planken met daarom heen vaak ook nog een ijzeren klemband, de kuipband, zit. Aan de binnenkant van de keerkuip zitten keerneuten waardoor de overring van de kap bij het kruien minder wrijving ondervindt en dus lichter draait. Bij een rollenkruiwerk in houten rollenwagens kunnen de keerneuten soms aan de buitenzijde van de overring en de rollenwagens zitten.

## Plaats kruiwerk
Het kruiwerk draait over de houten kruivloer en boven op het kruiwerk ligt de houten overring waar de kap oprust. Vaak is er op de kruivloer een metalen plaat voor het tegengaan van slijtage bevestigd. De kruivloer kan op verschillende manieren zijn vastgemaakt aan het molenlichaam. Bij een houten achtkant zit deze vast op het boventafelement. Bij een stenen molen ligt de kruivloer vast aan ingemetselde kardoezen (houten blokken), die op hun beurt zijn vastgezet in het metselwerk of via ijzeren of houten stijlen verankerd aan de balken van de kapzolder. Ook kunnen de kardoezen ontbreken en is de kruivloer rechtstreeks verankerd met houten stijlen of schoren verankerd aan de balken van de kapzolder.

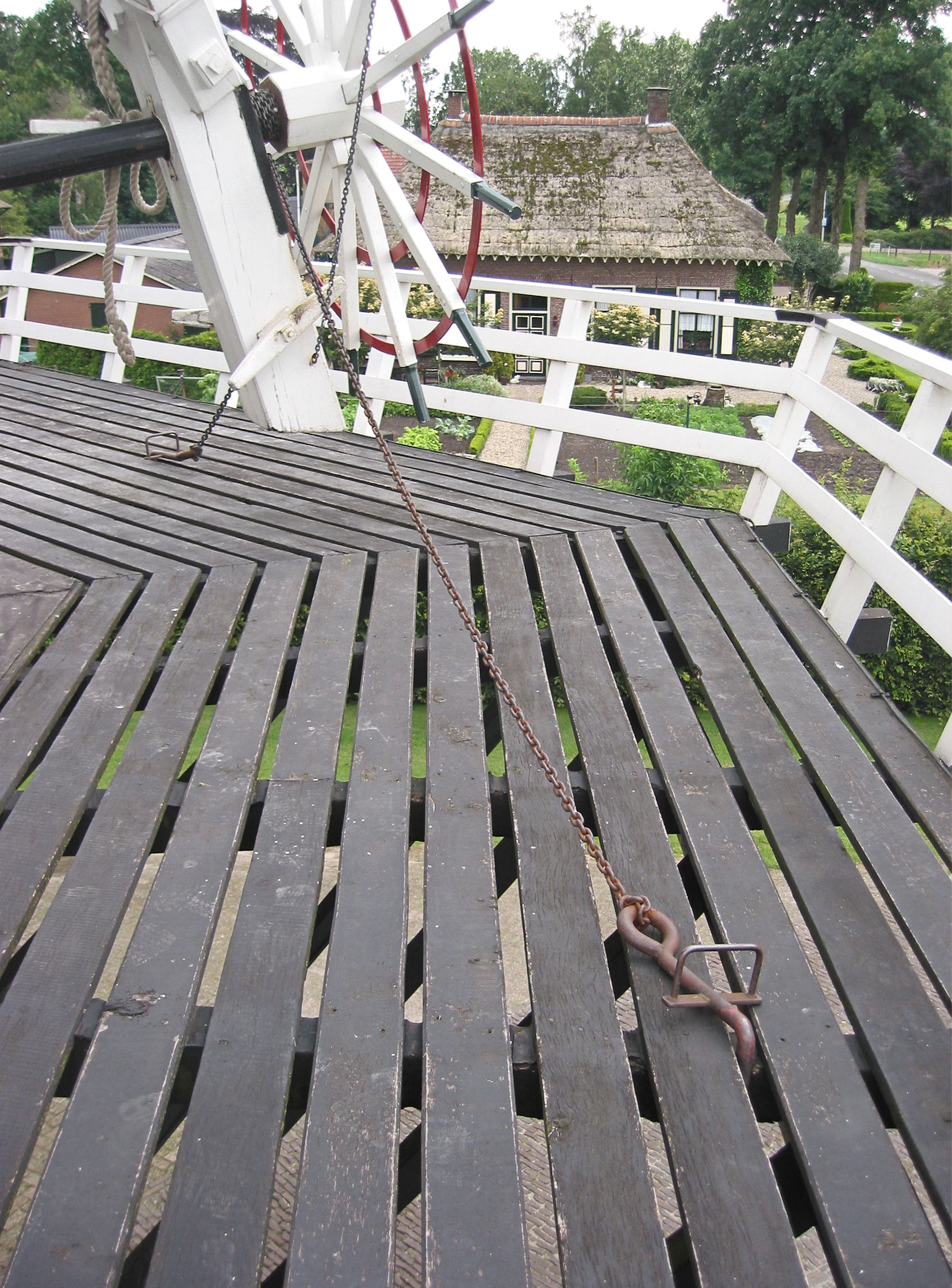
Kruiwiel met munnik (kruispil), kruiketting (op de voorgrond) en bezetketting (op de achtergrond) vastgelegd aan een ligger
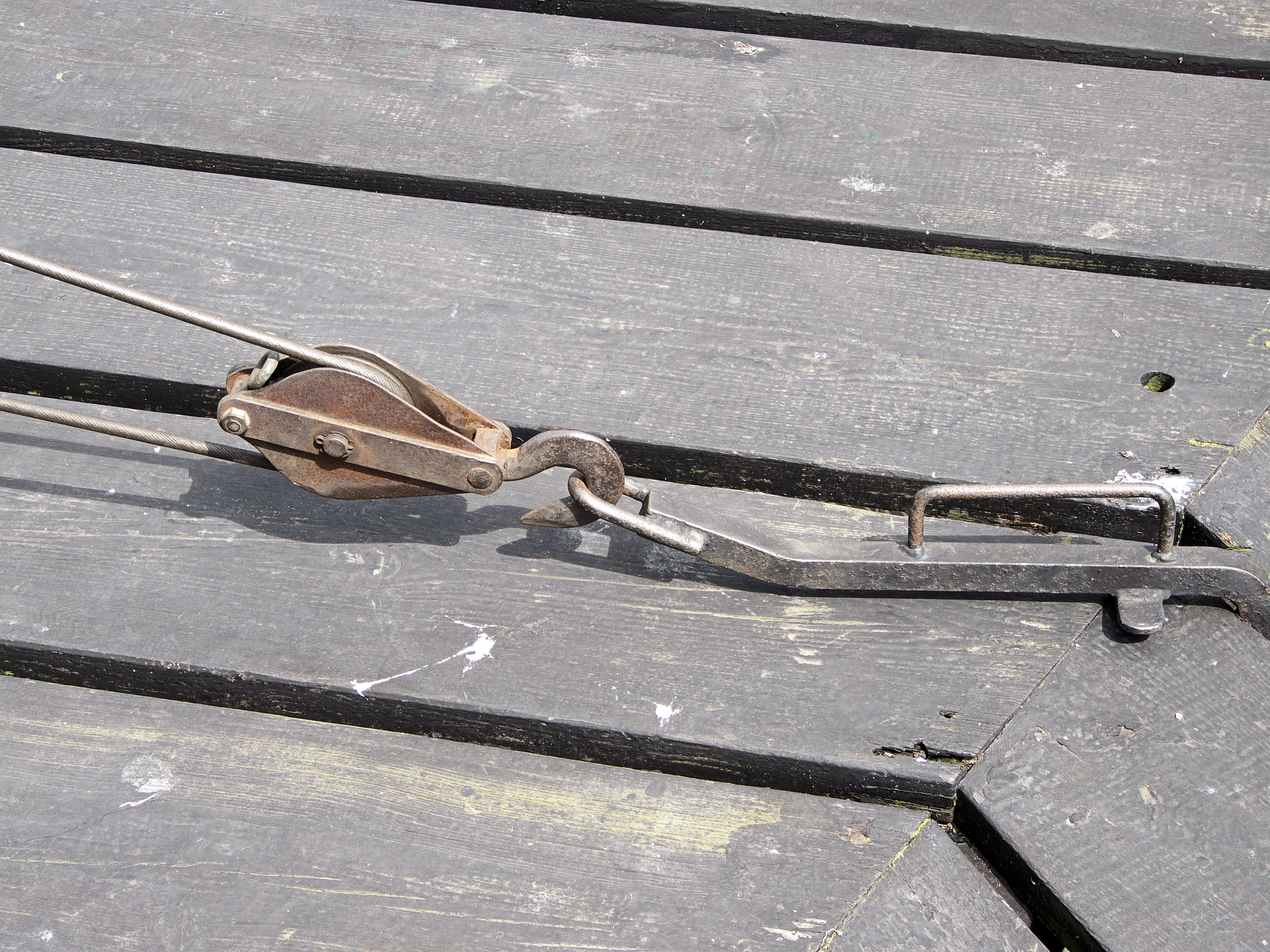
Kruikabel met katrol
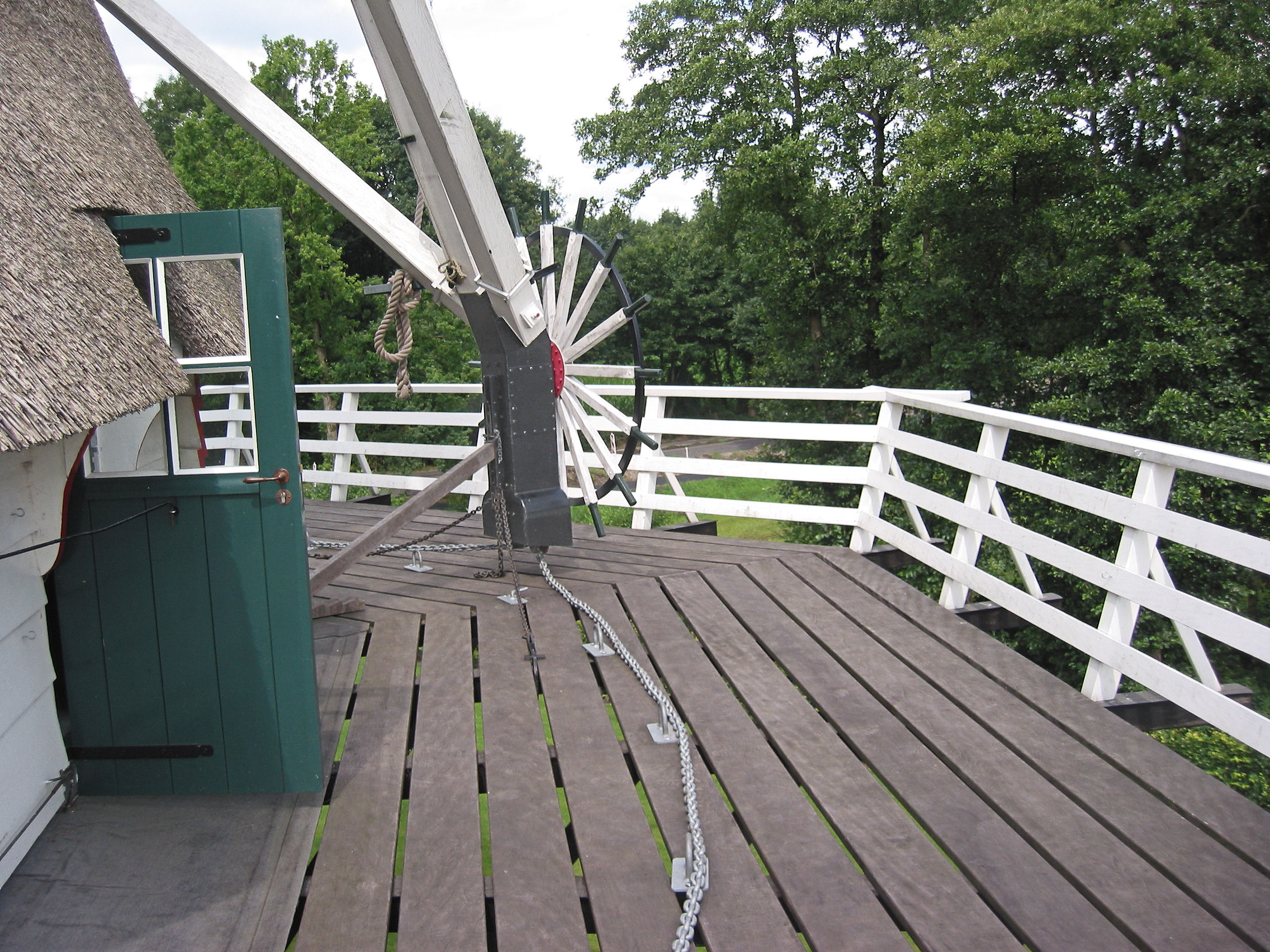
Kruilier met rondgaande kruiketting
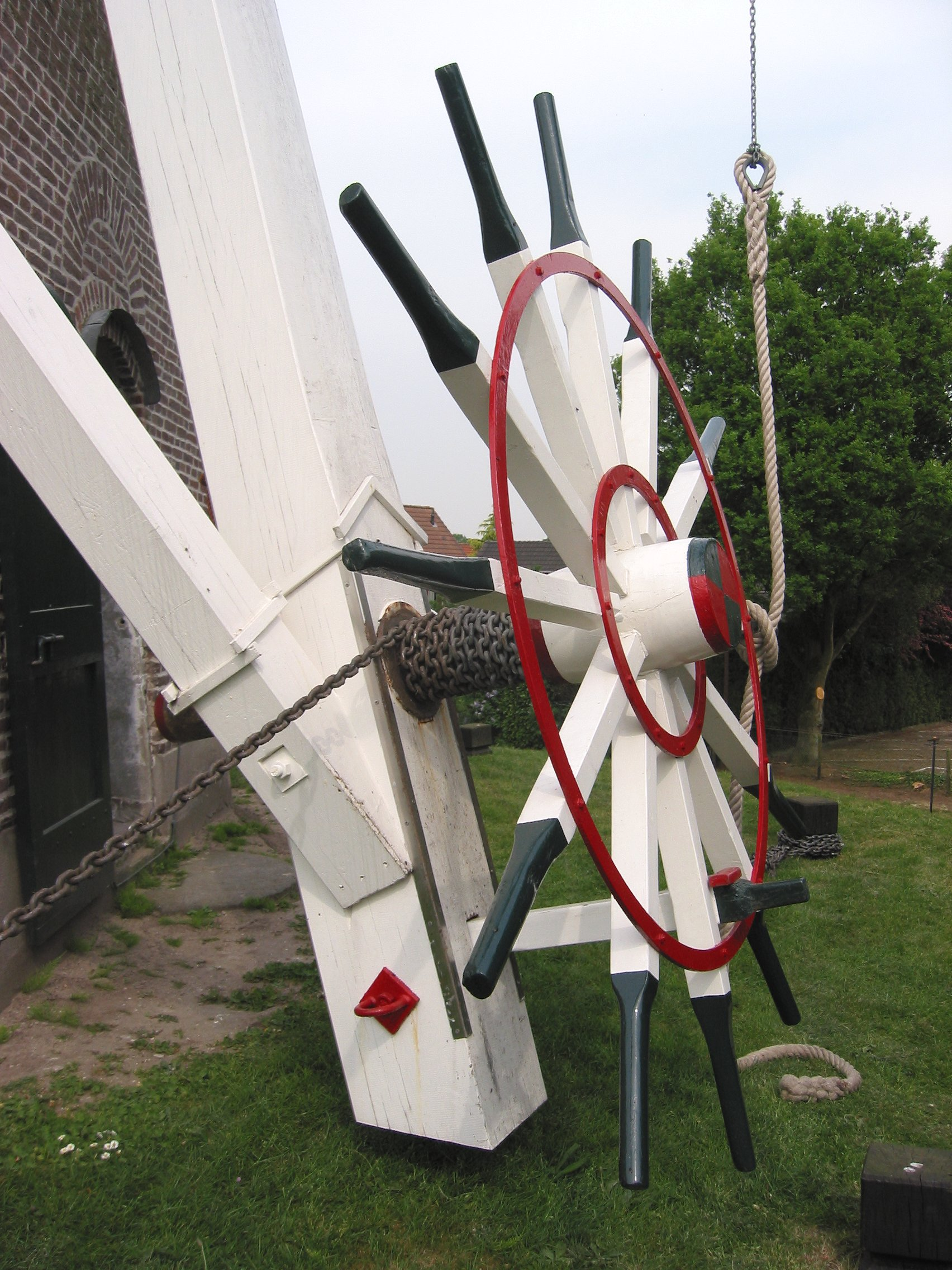
Kruiwiel (kruirad) met munnik (kruispil) van De Keetmolen te Ede
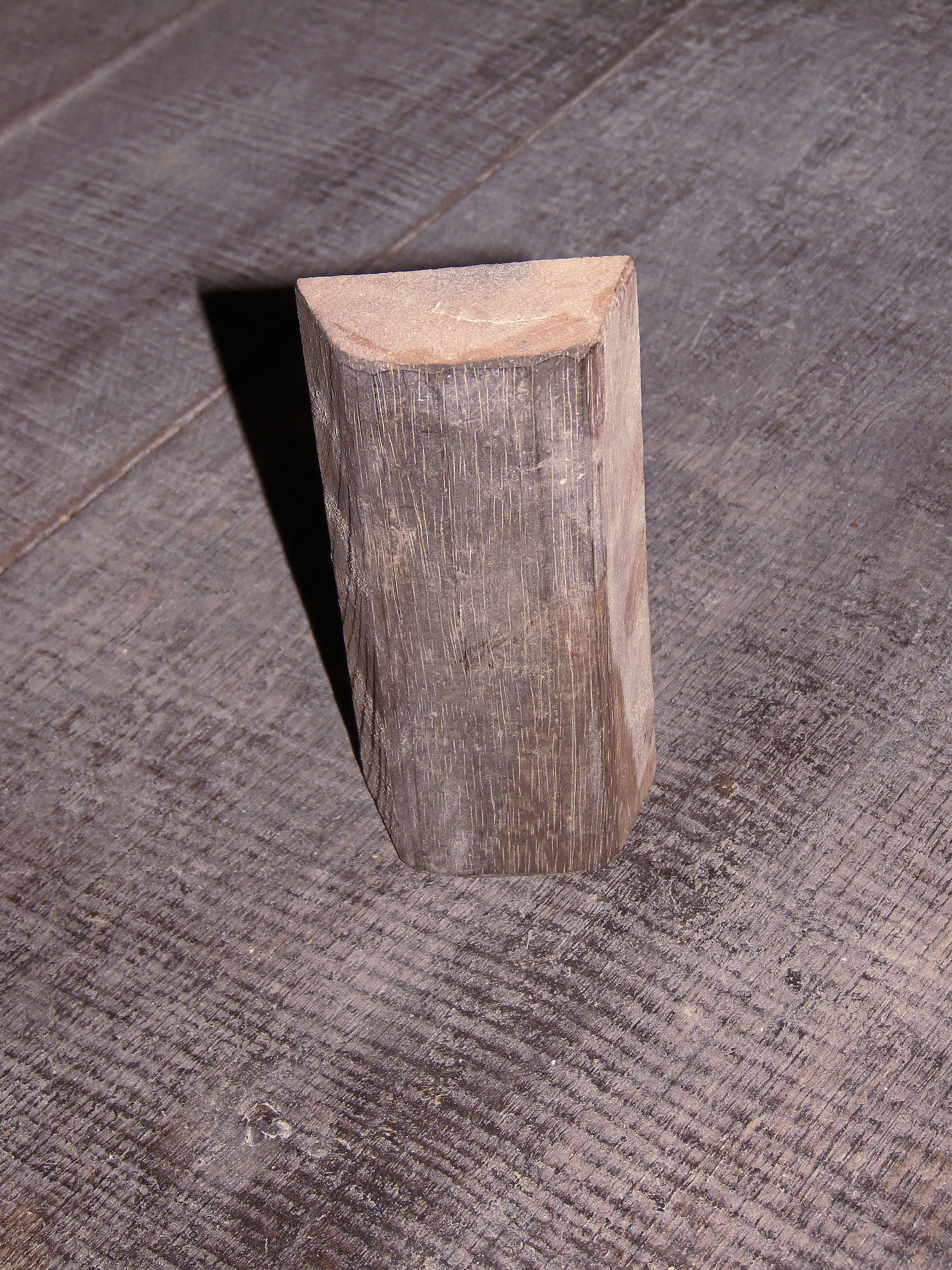
Keerneut bij Molen De Kroon te Arnhem
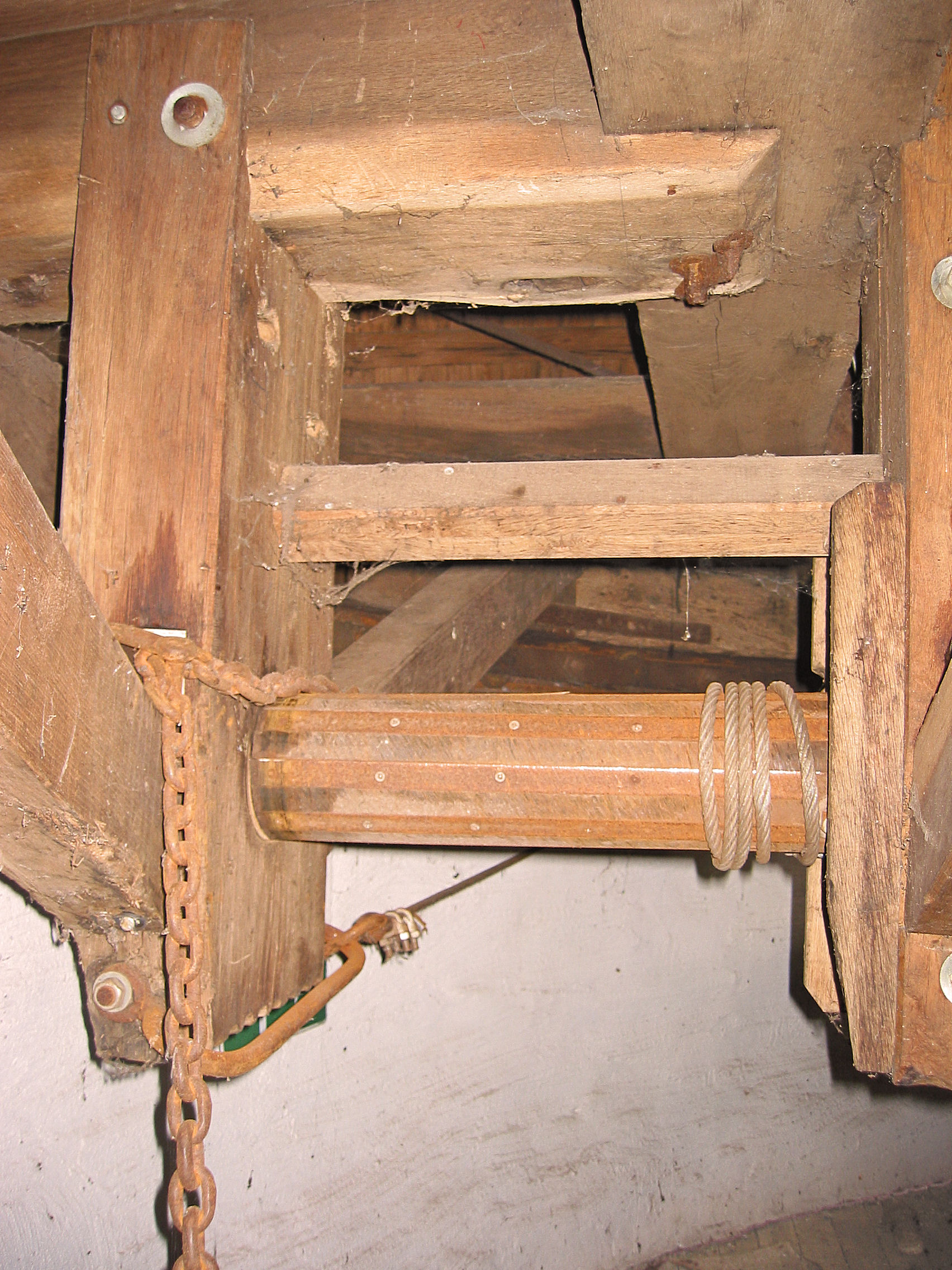
Binnenkruirad van De Zwaan
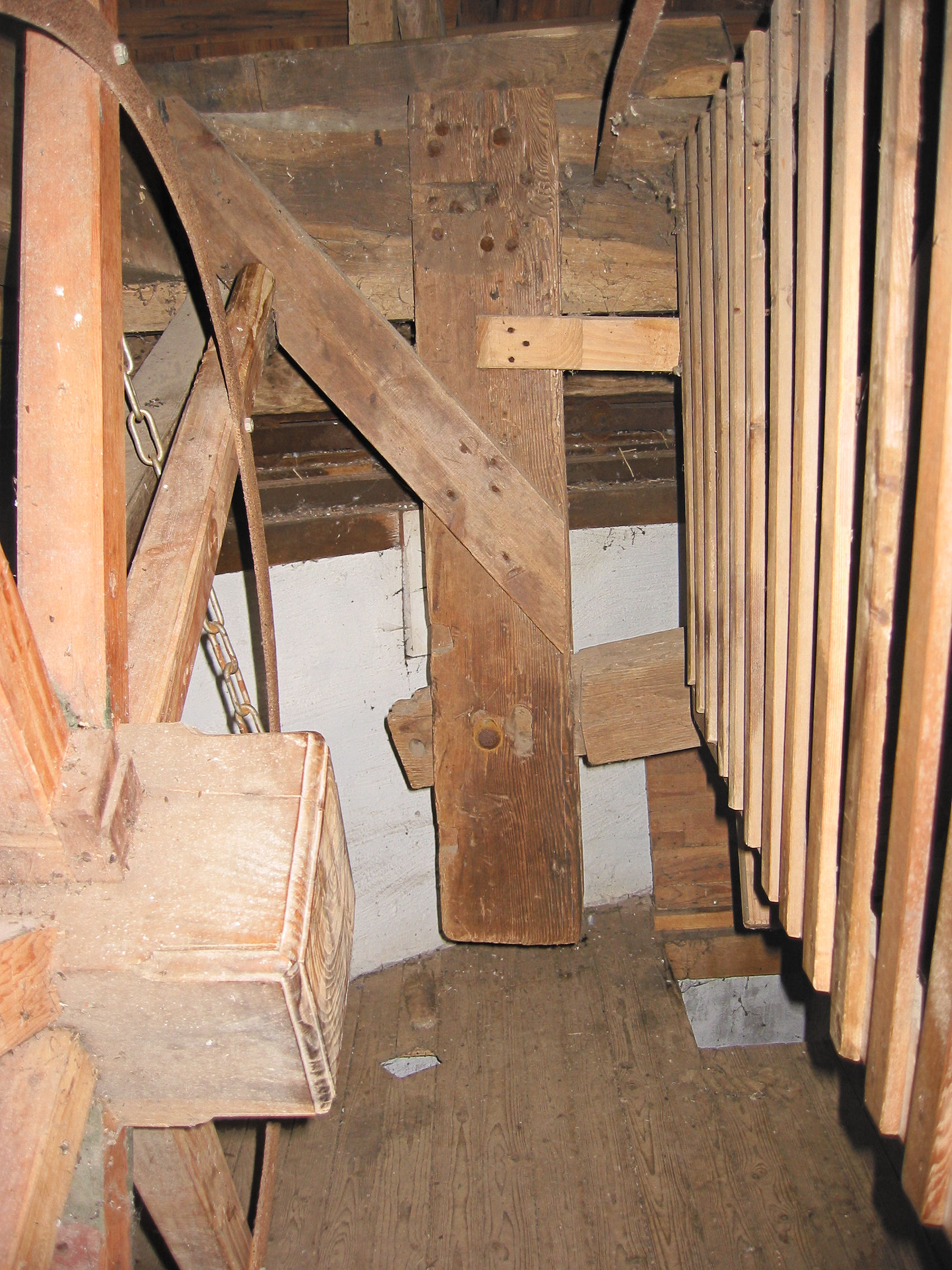
Binnenkruirad van De Zwaan
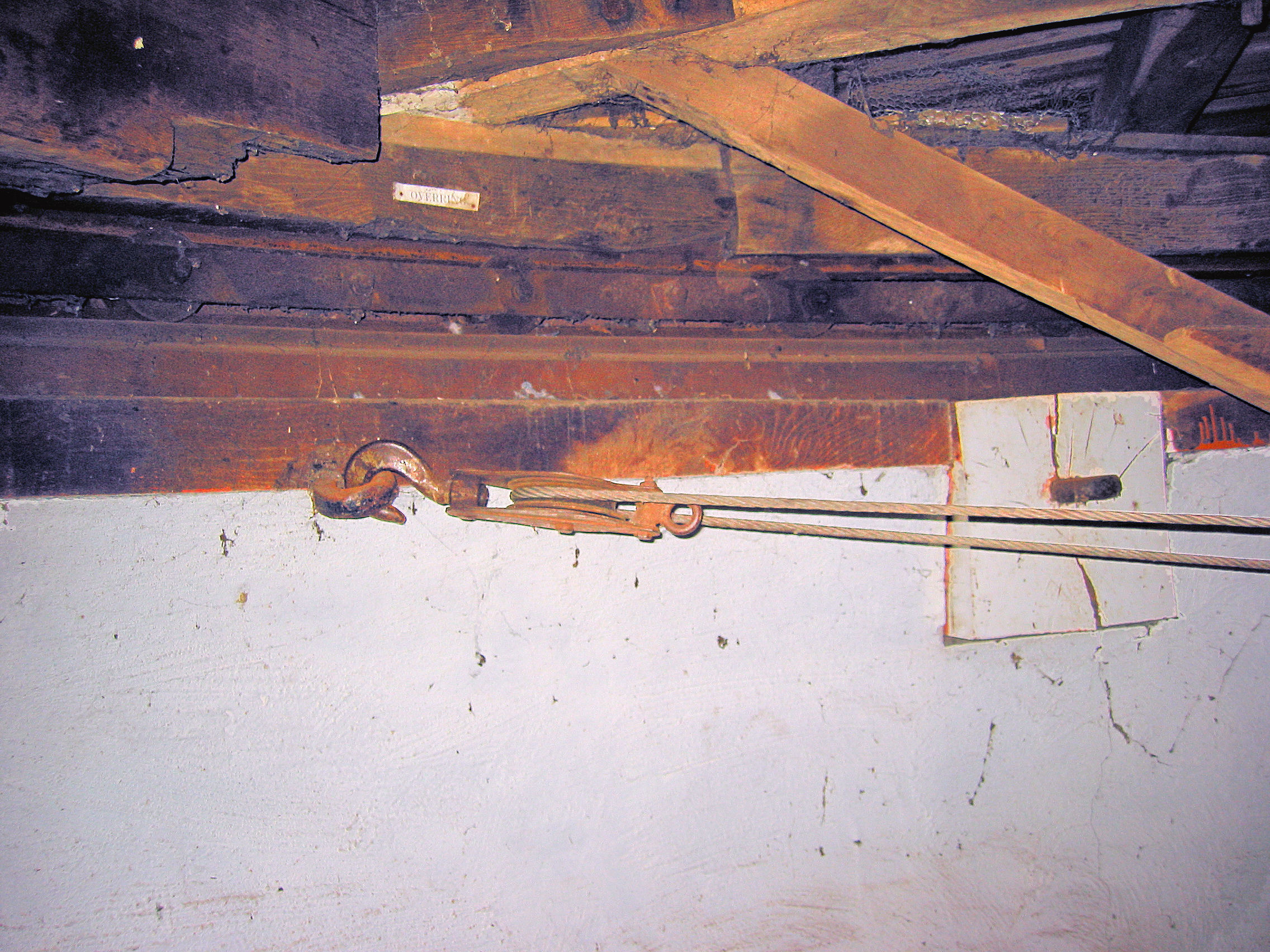
Kruikrammen van De Zwaan
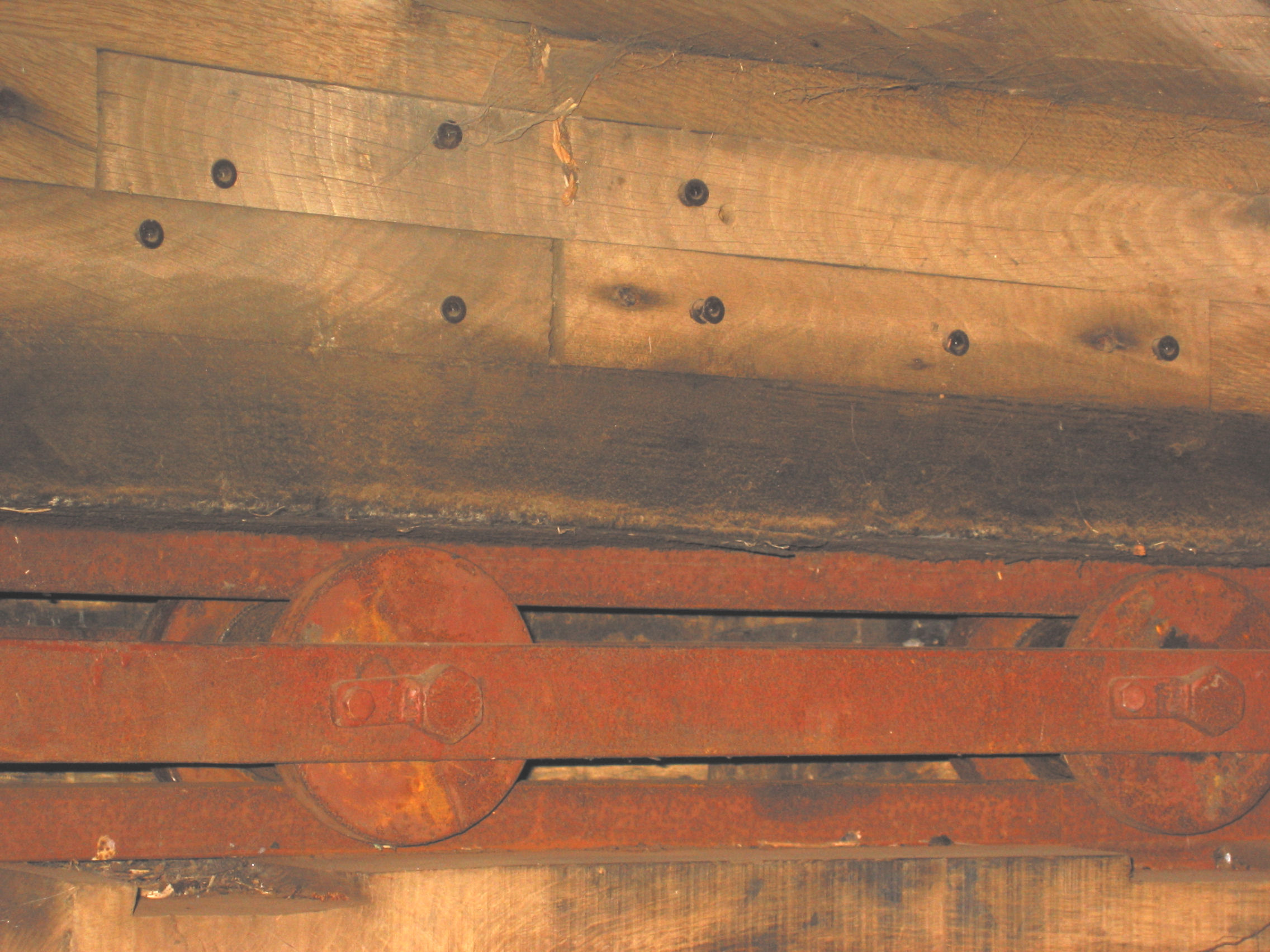
Detail Engels rollenkruiwerk van de Walderveense molen. Onderin zijn nog de zwaluwstaartvormige inkepingen, waar vroeger de kruineuten in zaten, te zien
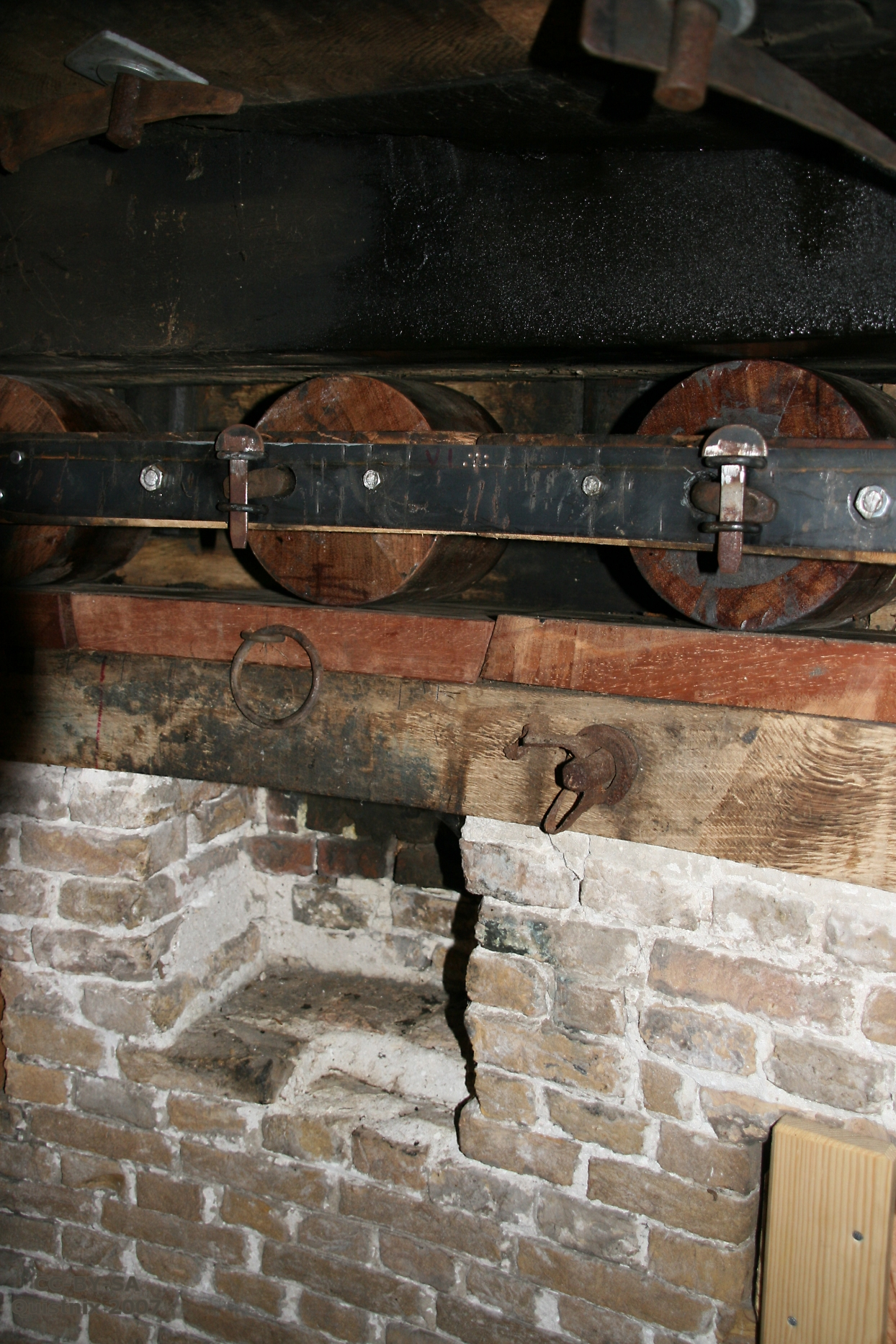
Rollensluis: constructie om kruirollen te vervangen in De Drie Lelies in Maasland. Door een plankje weg te nemen en een borgpen te verwijderen kan de rol langs de uitsparing in het metselwerk worden uitgenomen
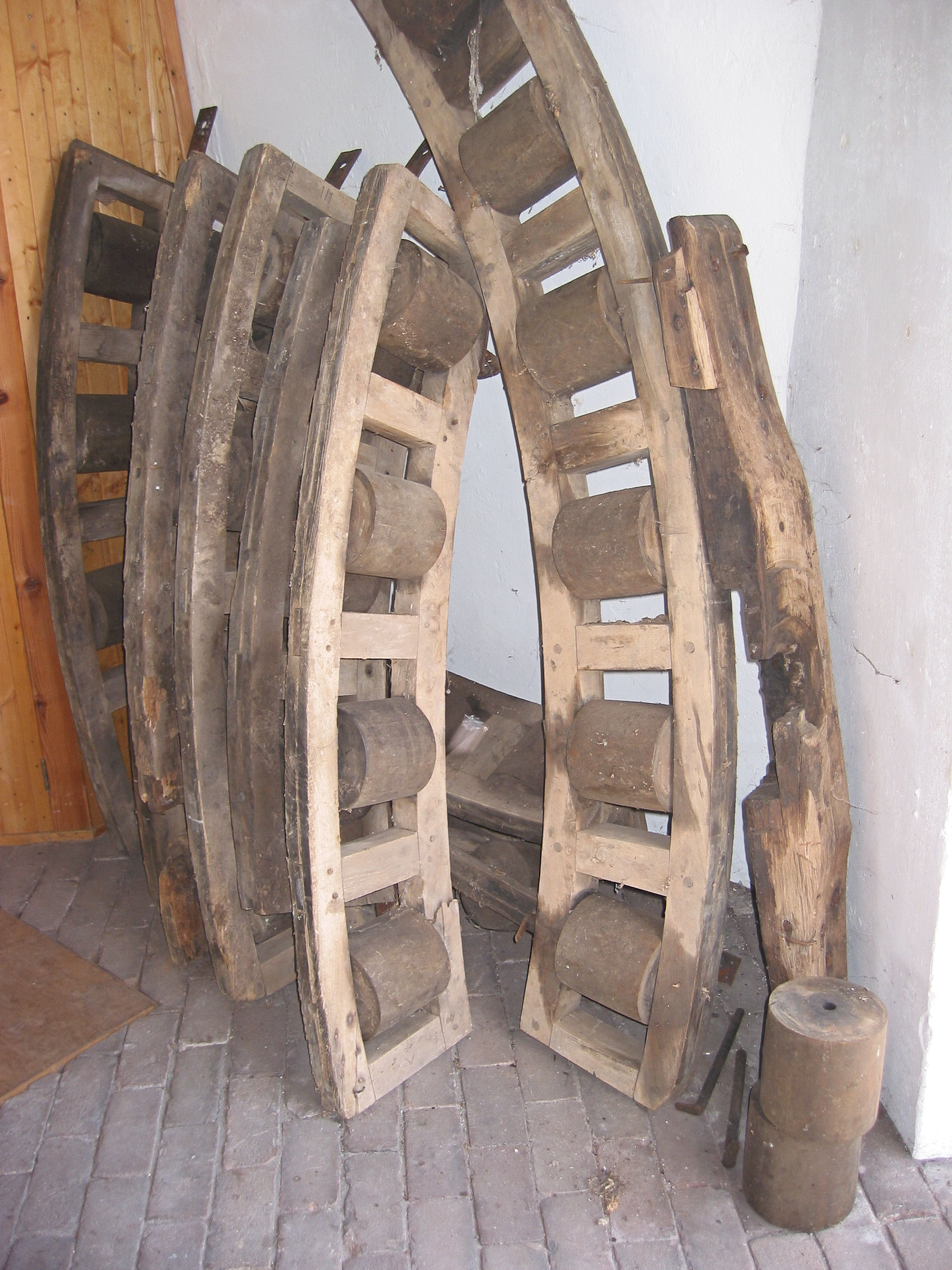
Houten rollenwagens met houten rollen uit de molen De Hoop te Appel
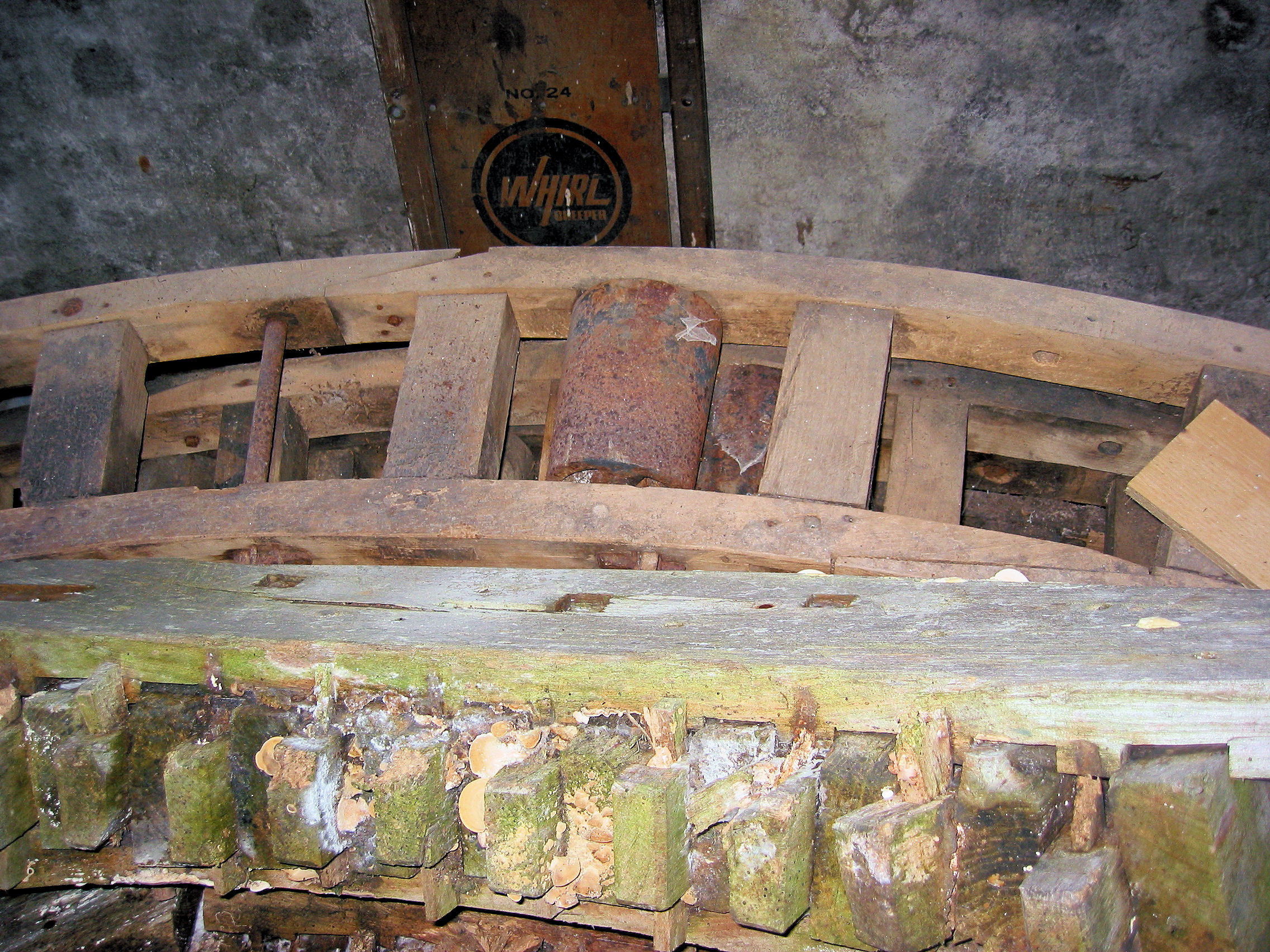
Houten rollenwagen met gietijzeren rol van de Concordia molen
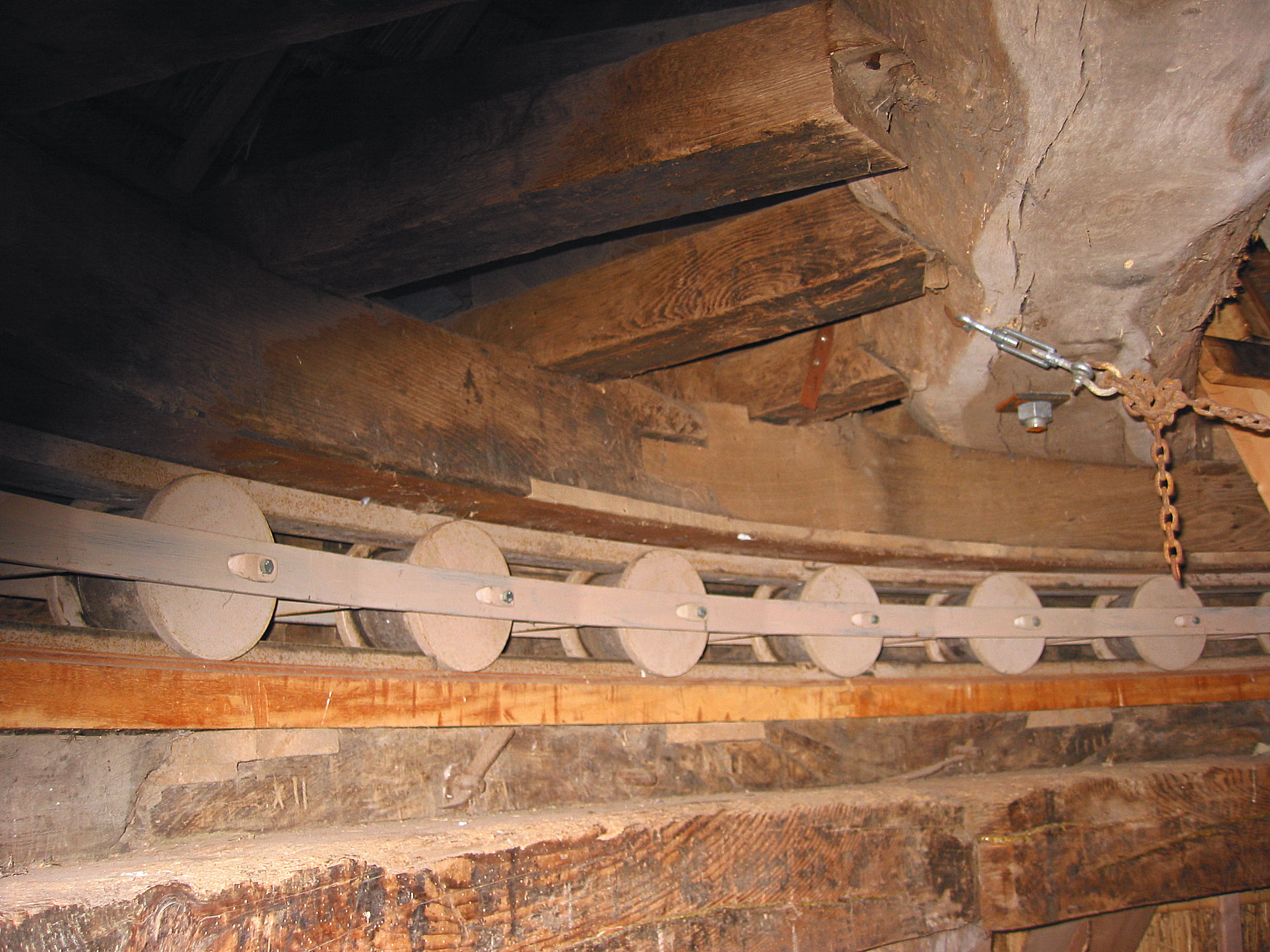
Detail Engels rollenkruiwerk van de De Hoop in Appel
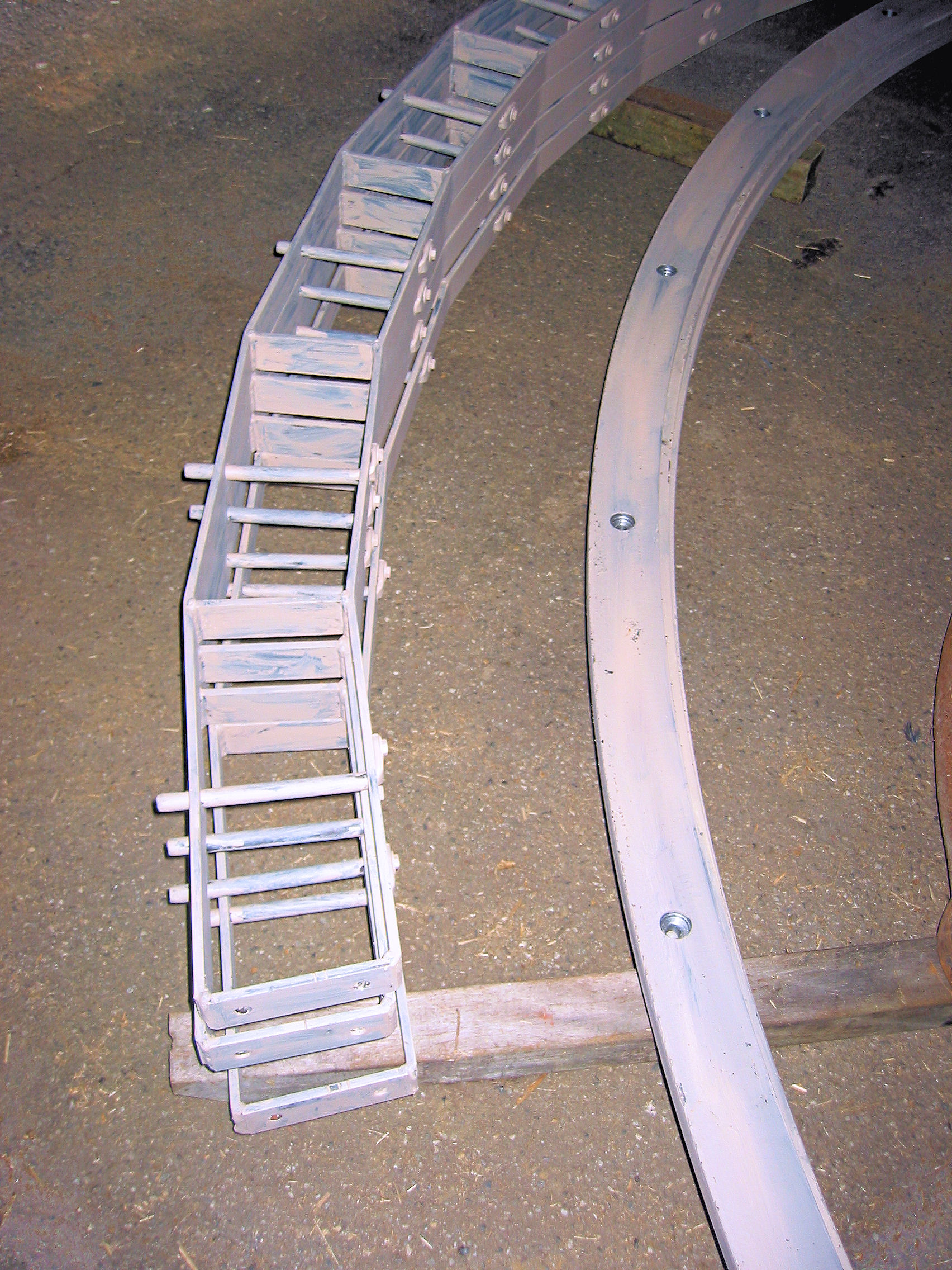
Rollenwagen (links) en rails (rechts) van het Engels kruiwerk
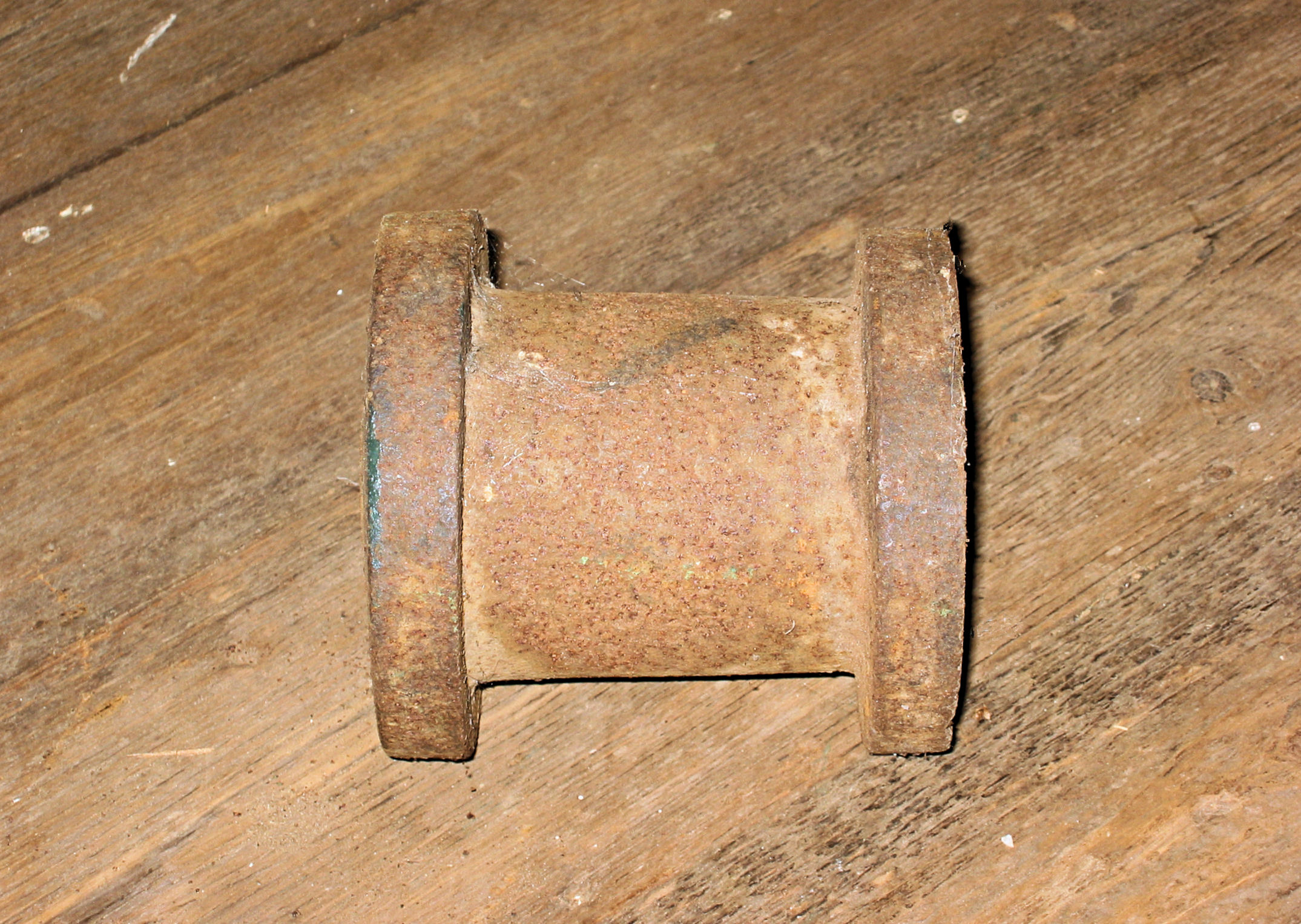
Conische gietijzeren kruirol van Engels rollenkruiwerk
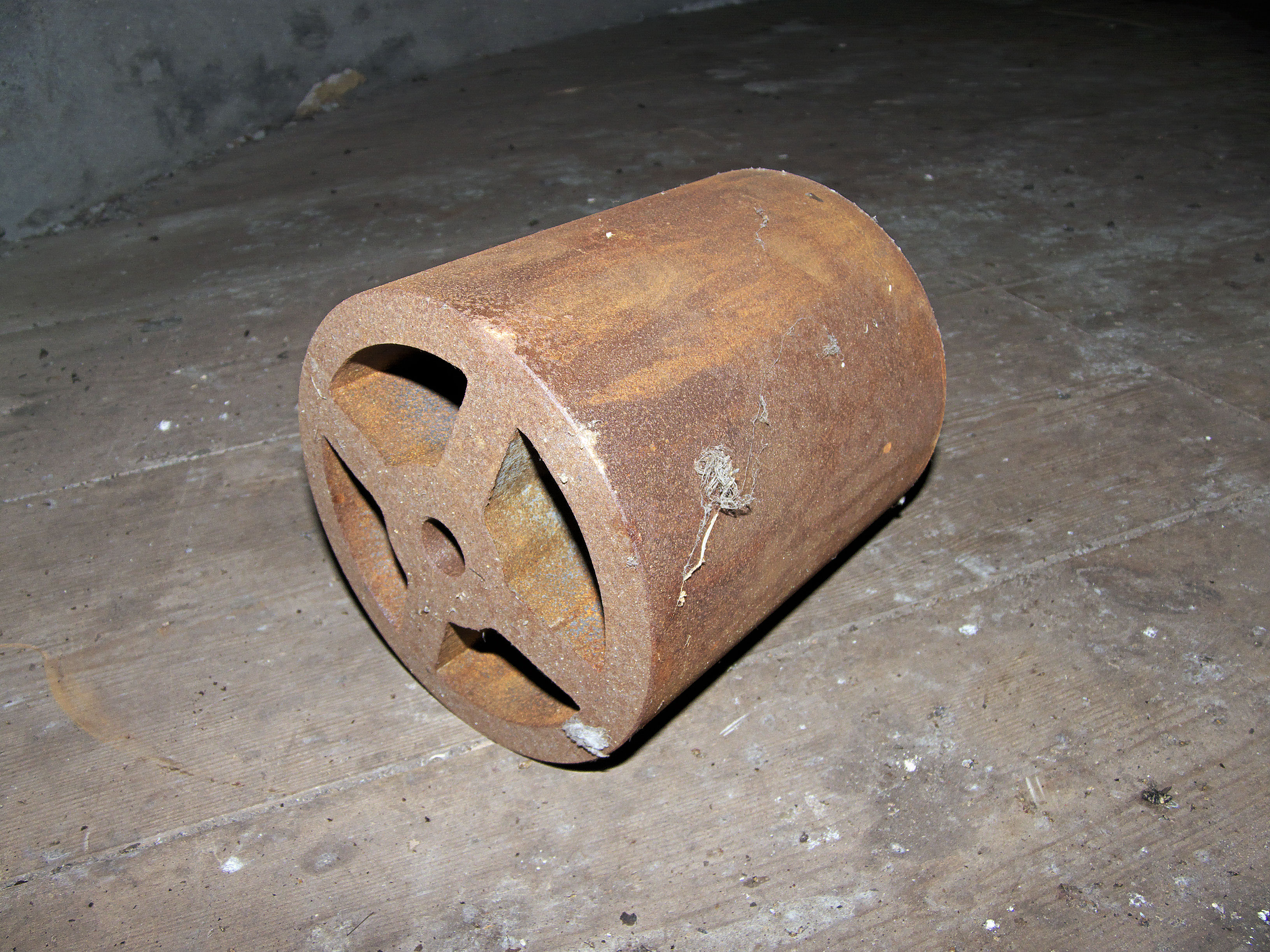
Conische gietijzeren kruirol van een rollenkruiwerk
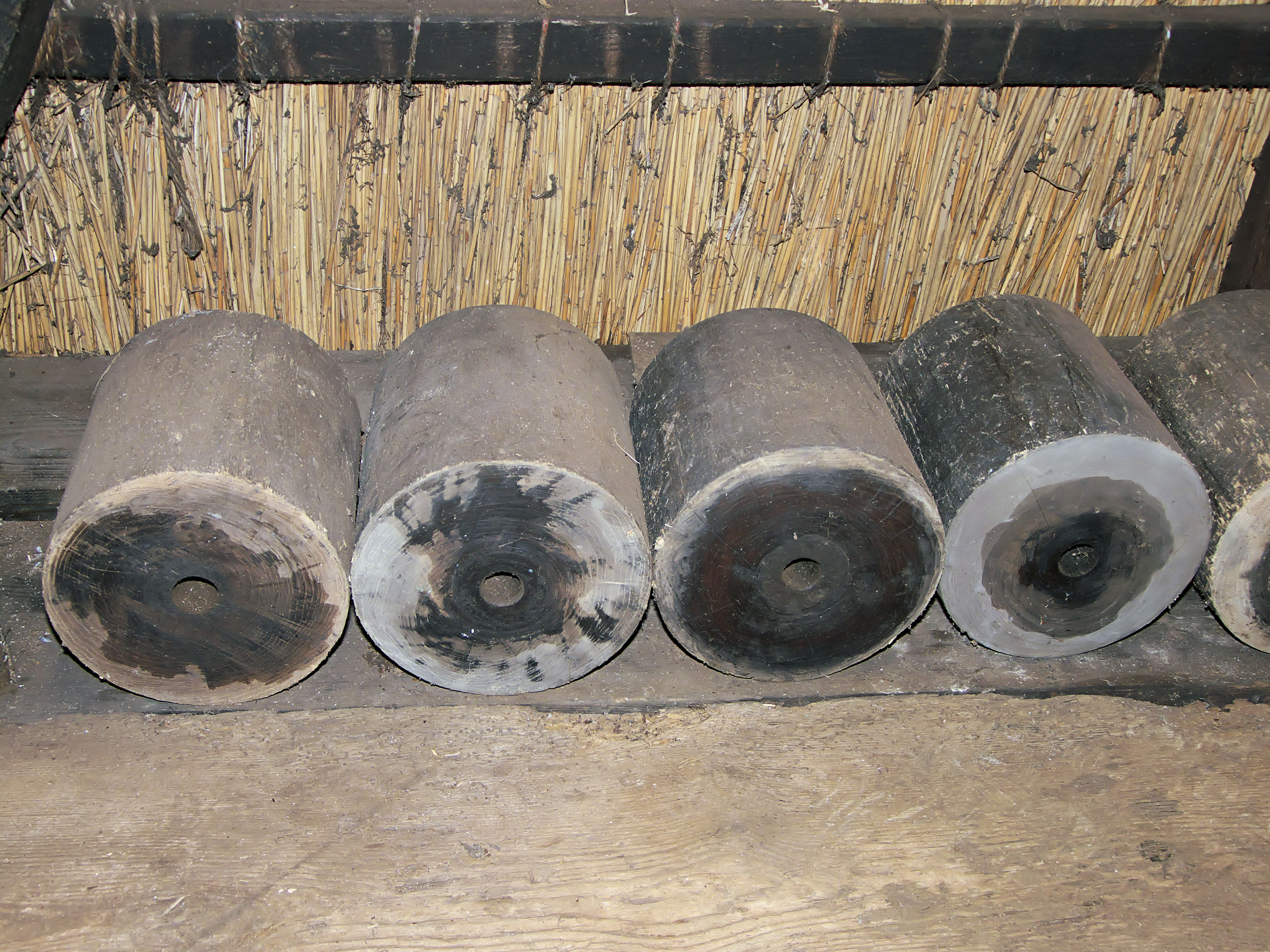
Houten kruirollen
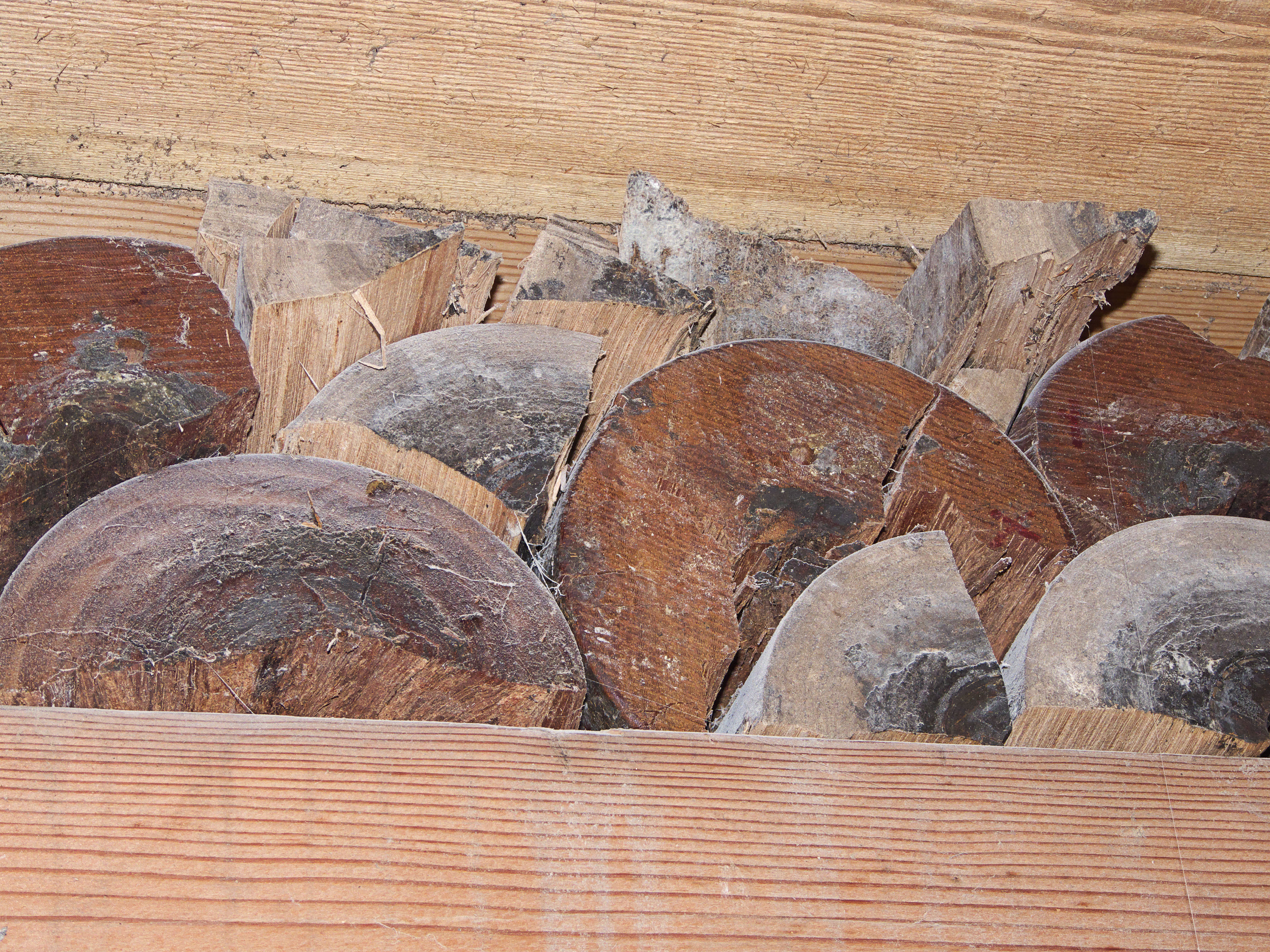
Gebroken kruirollen
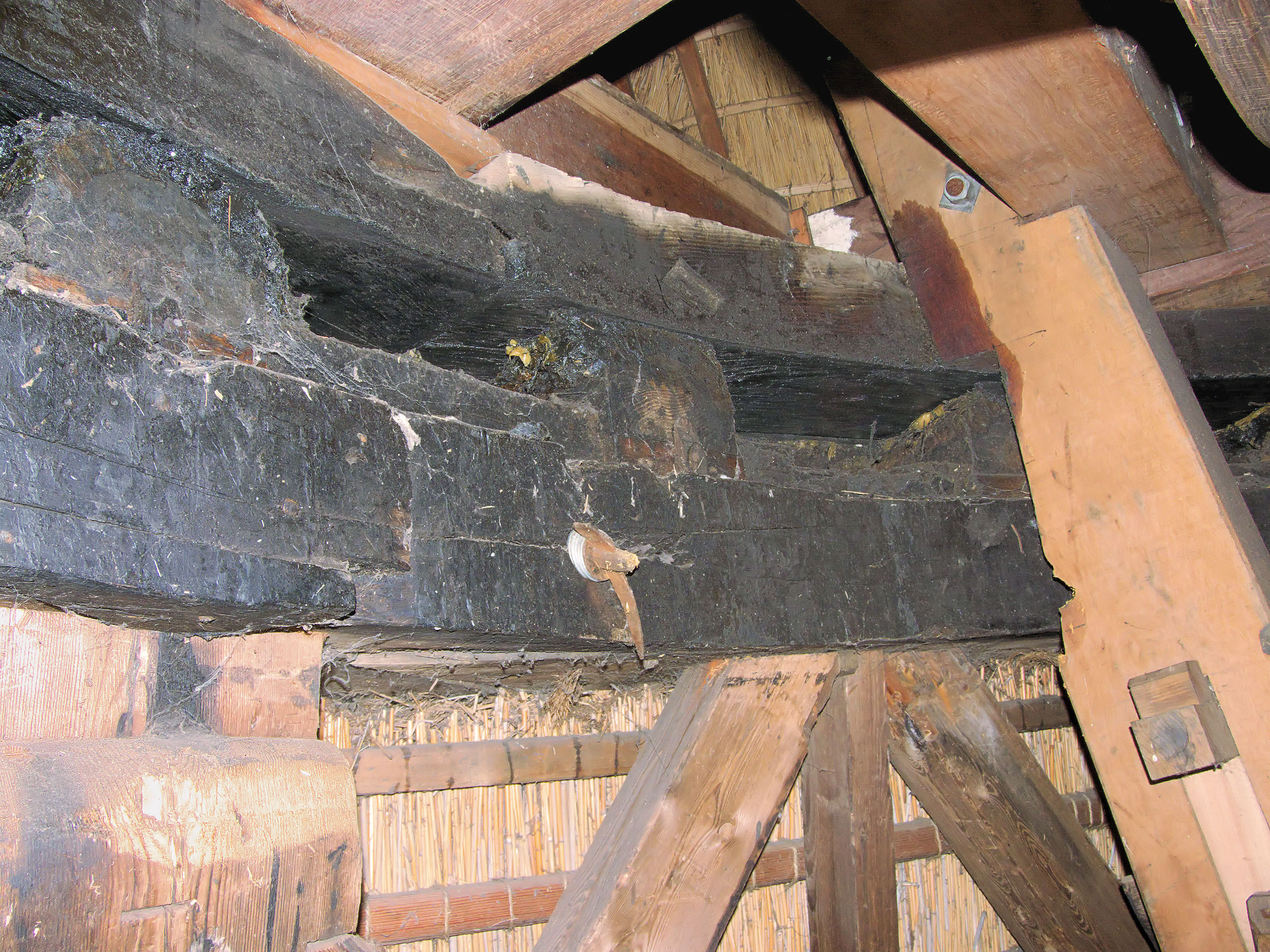
Kruineutenwerk van De Schoolmeester
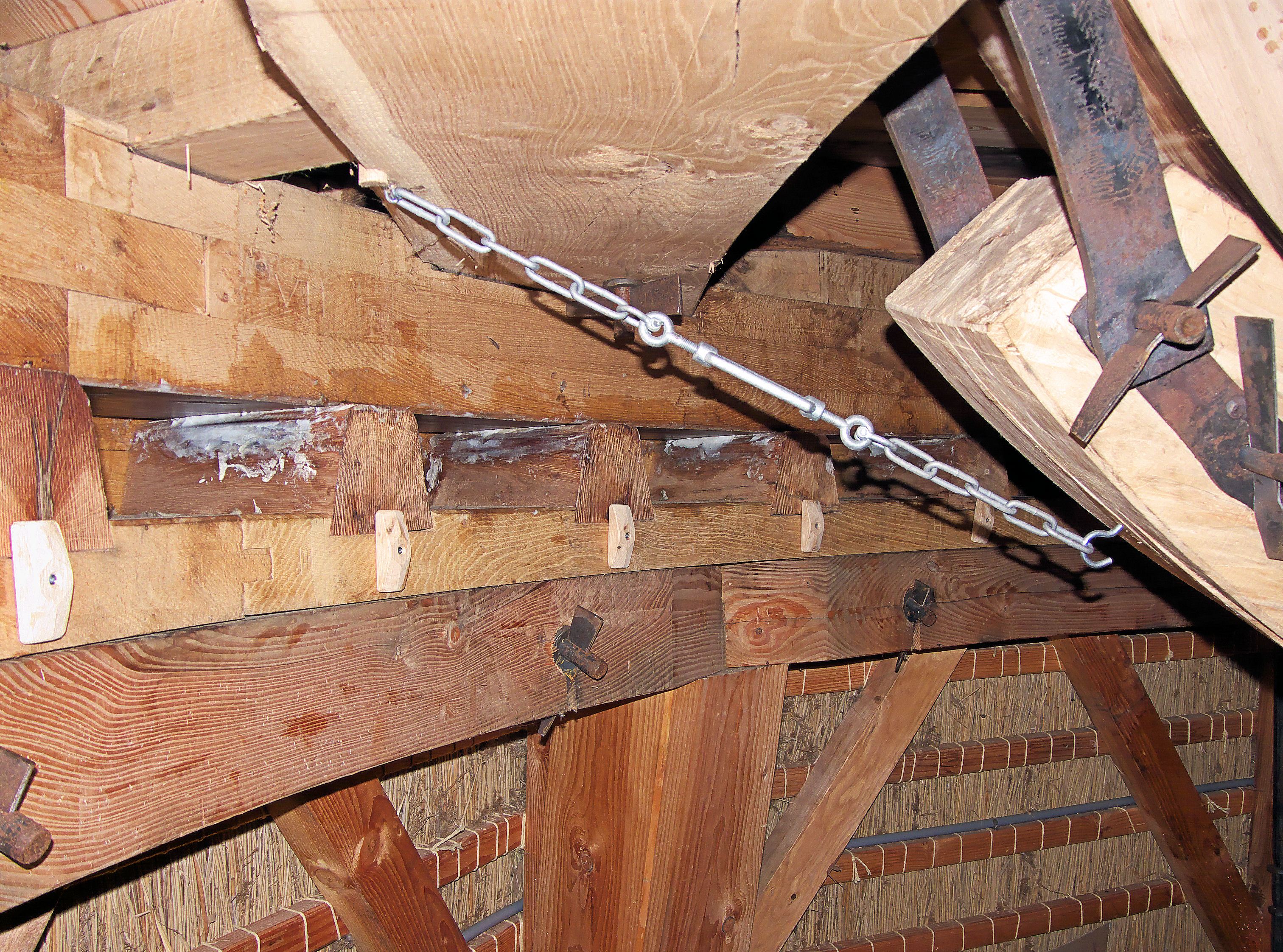
Kruineutenwerk van De Koe
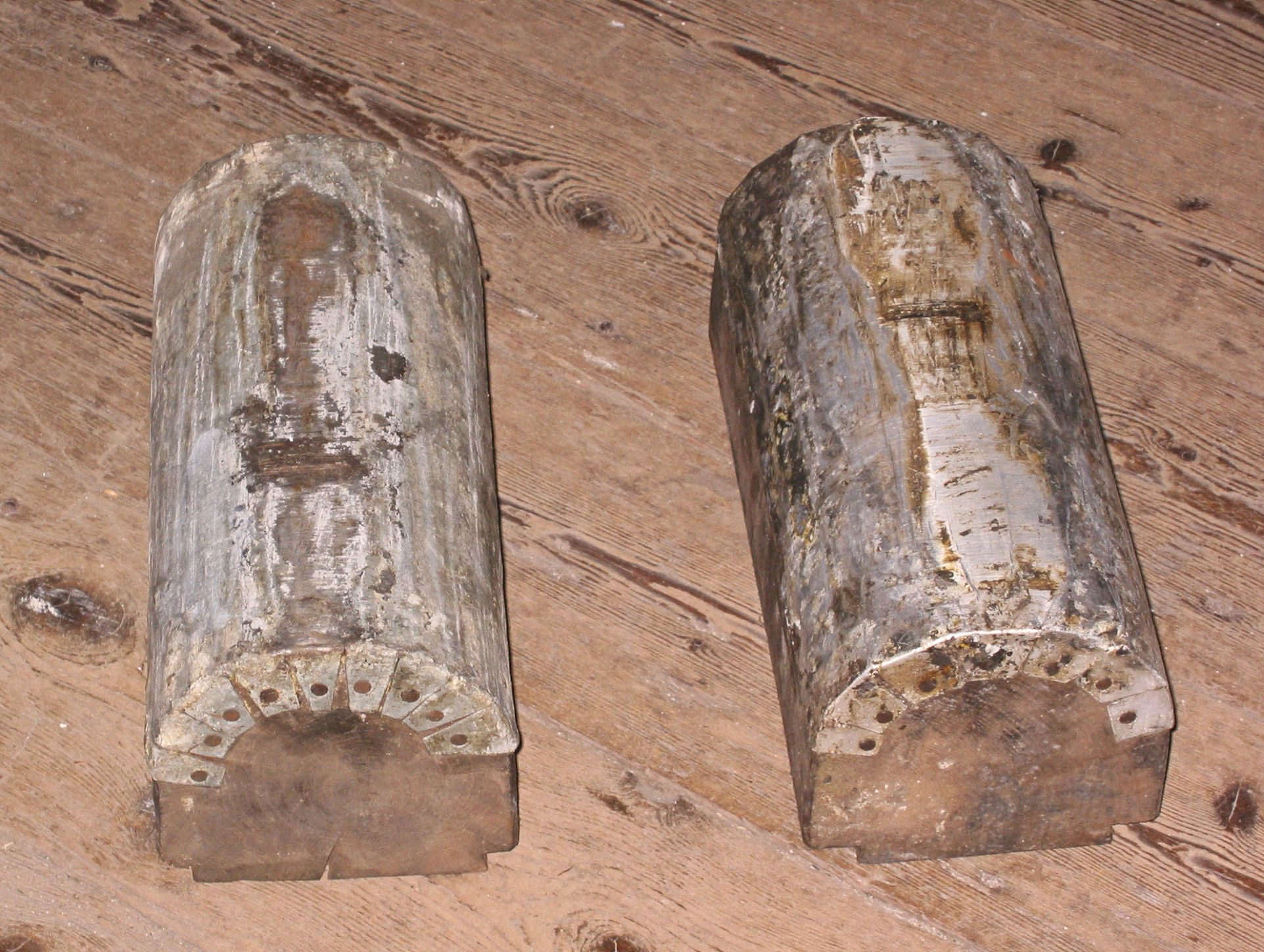
Kruineuten van beukenhout van de Walderveense molen
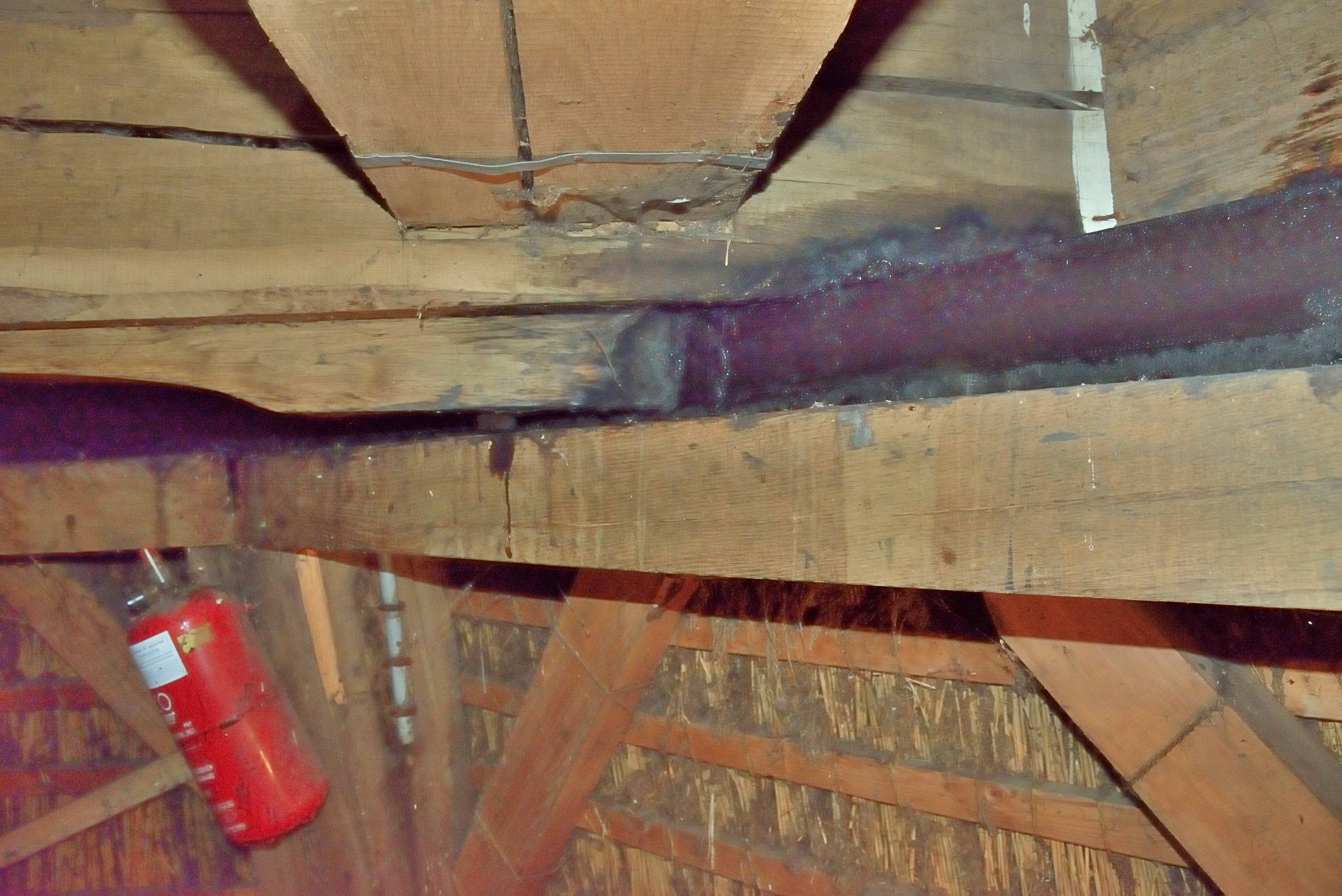
Voeghouten kruiwerk met keerklamp
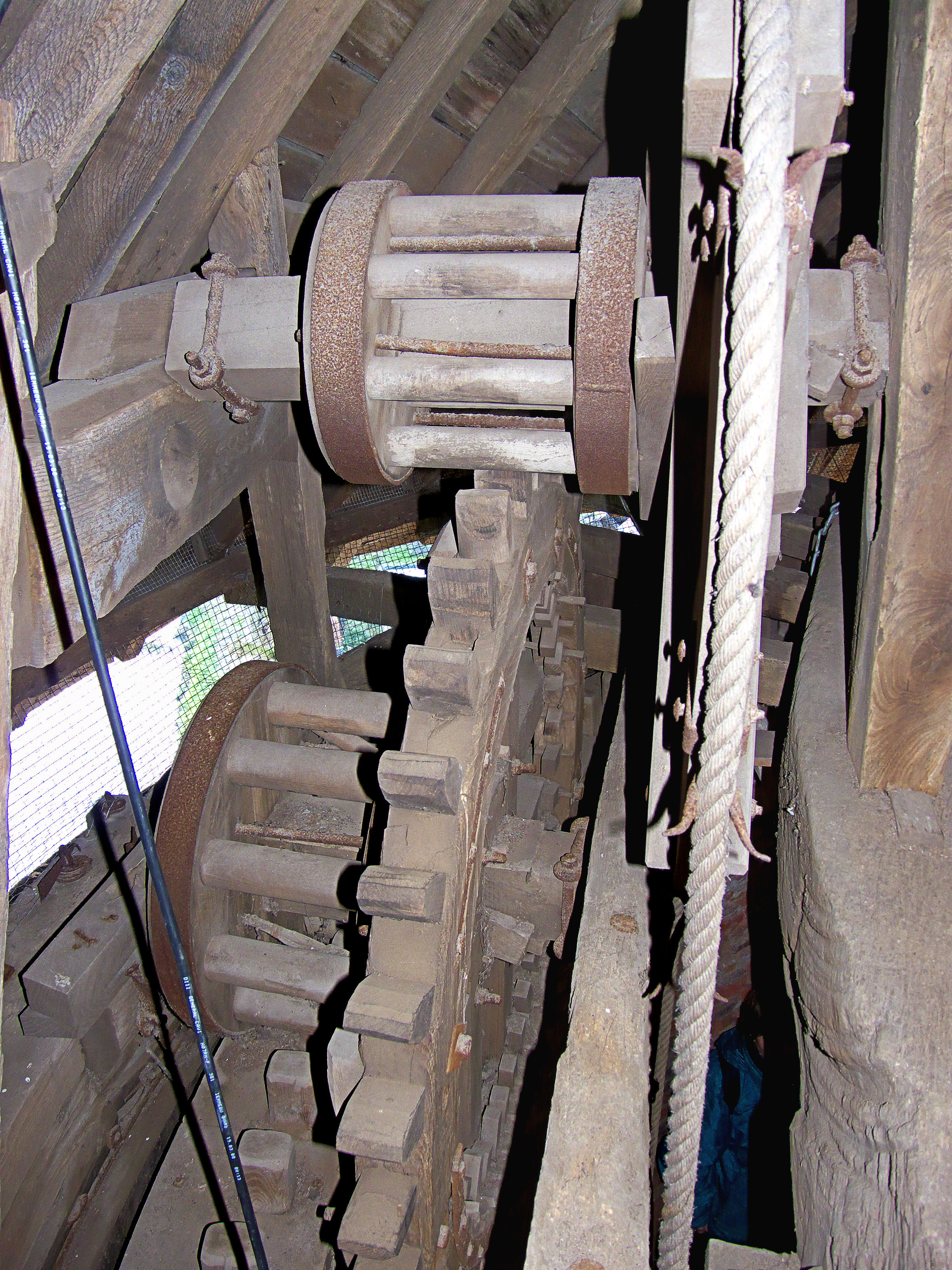
Een van de twee binnenkruiwerken bij een torenmolen
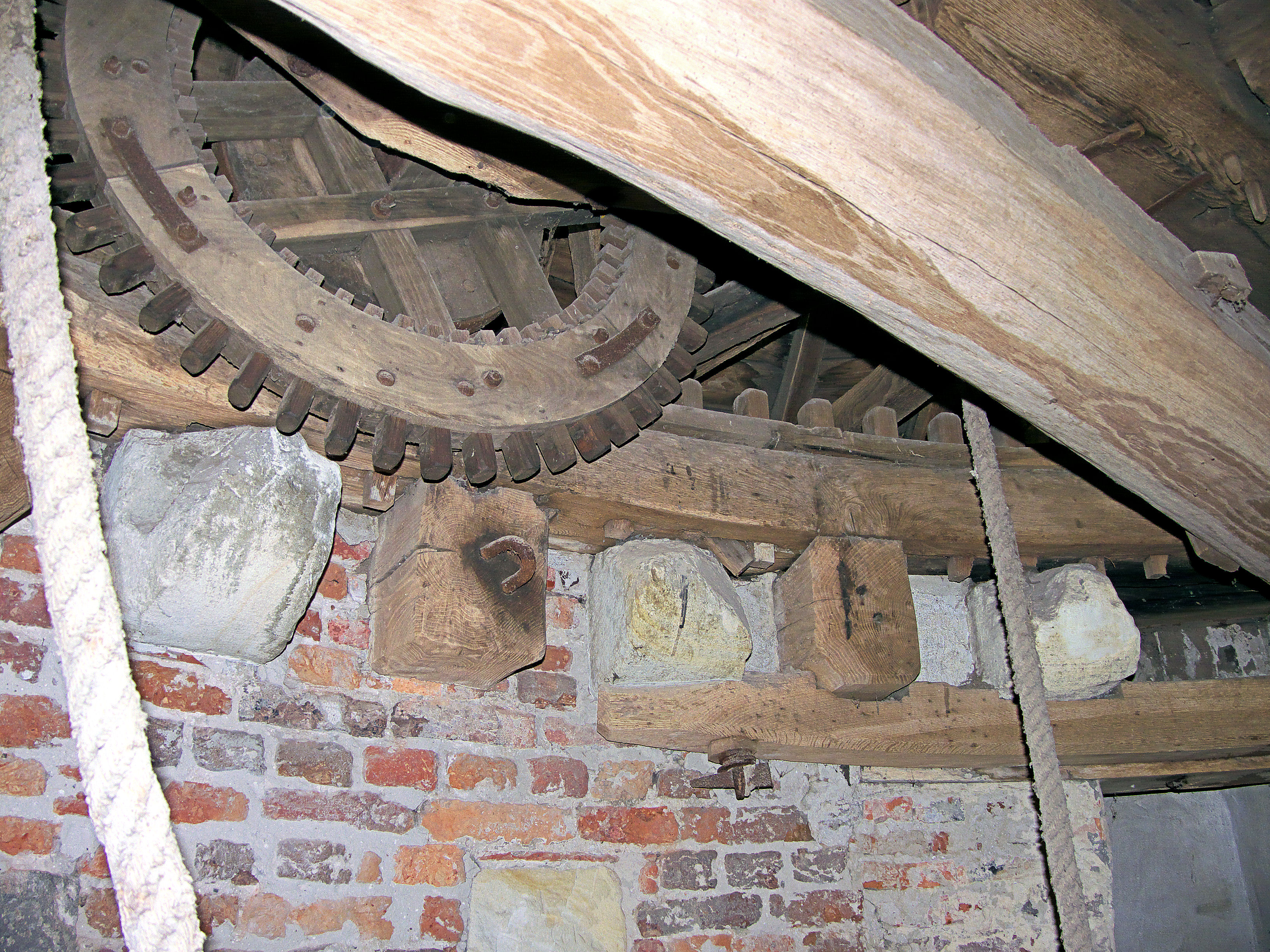
Varkenswiel, tandkrans en houten kardoezen bij een torenmolen
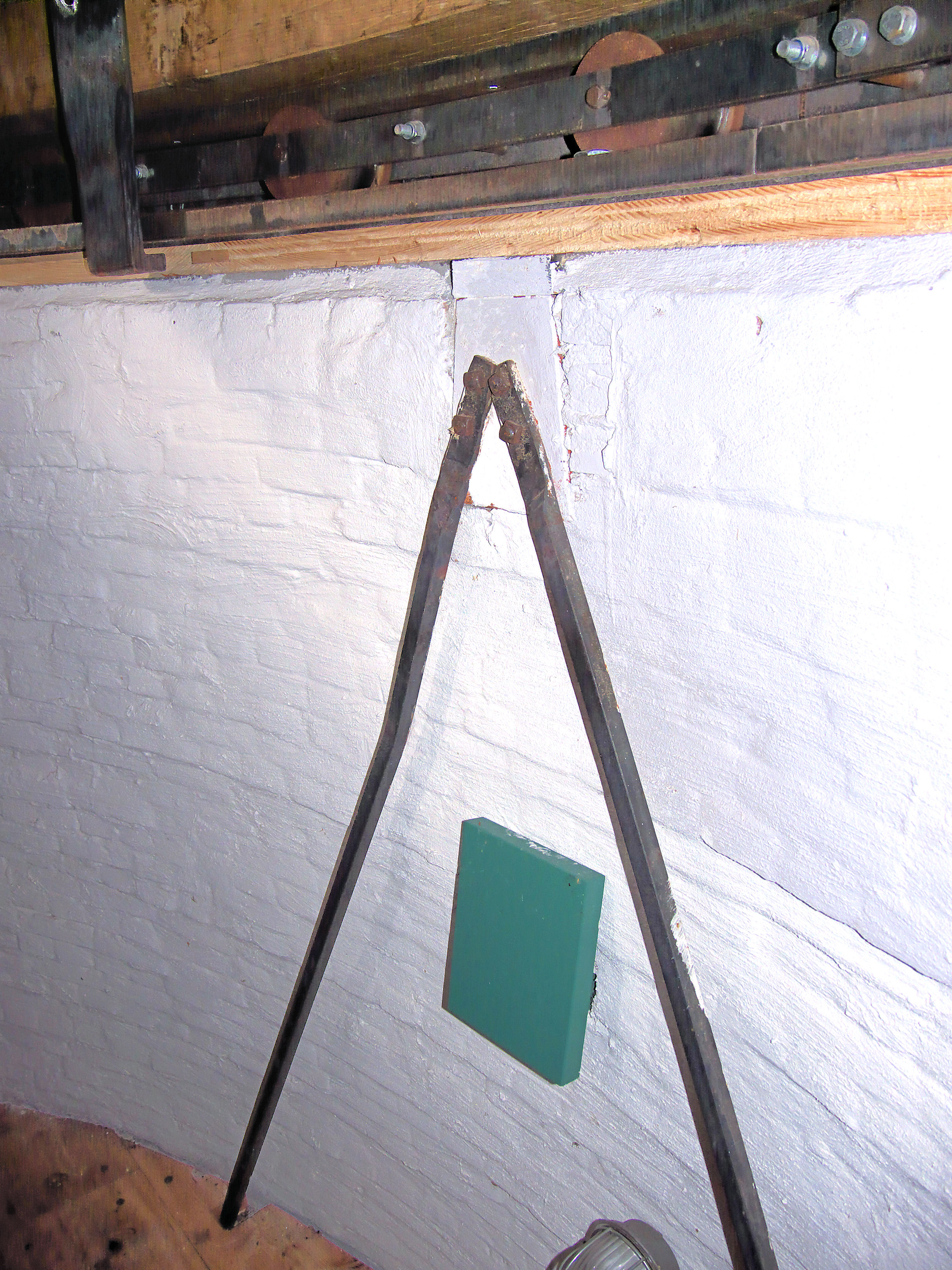
Verankering kruivloer bij een stenen molen (Kilsdonkse Molen)
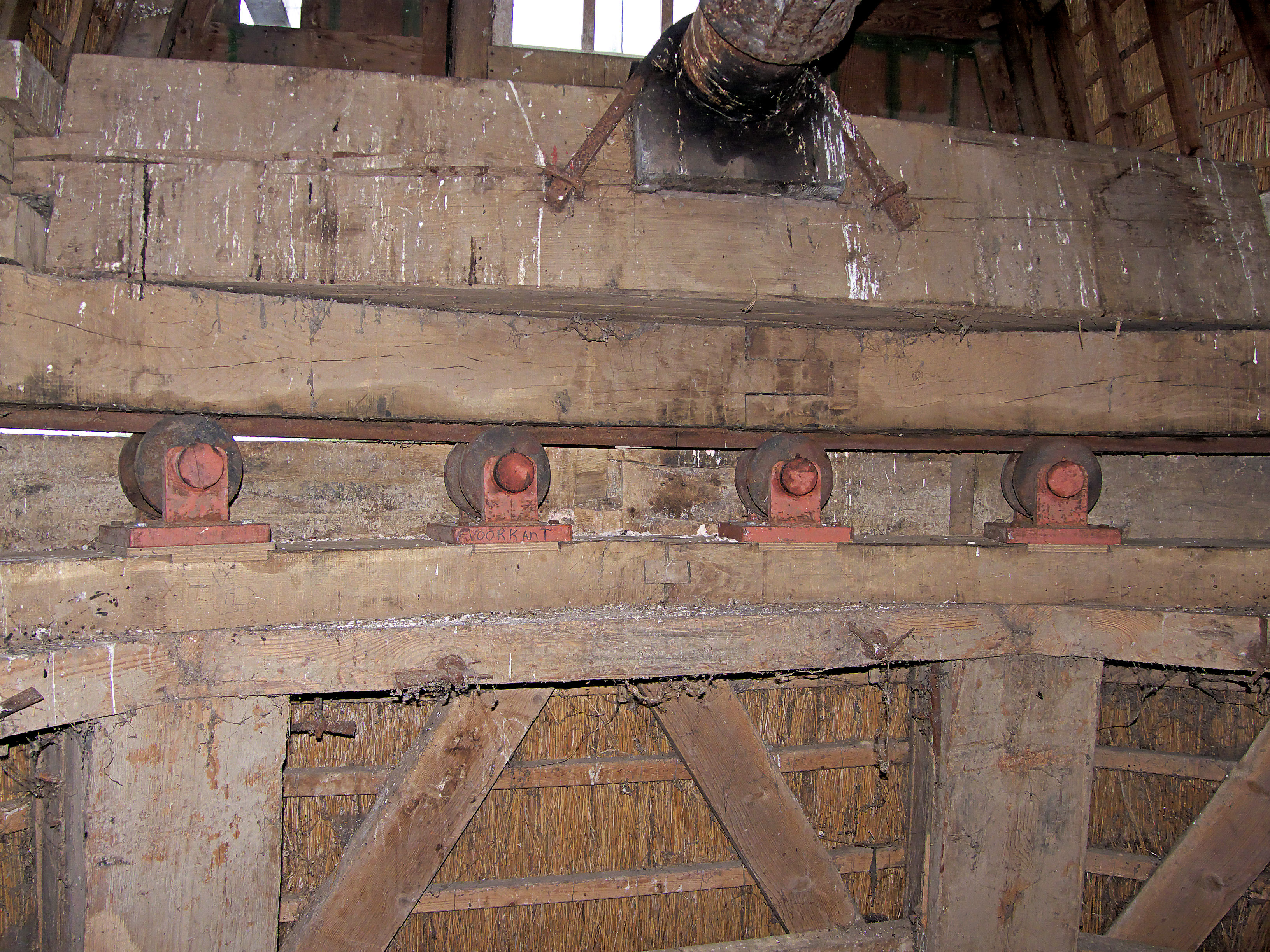
Kruiwerk met zogenaamde mosterdpotjes (vroeger in De Hoop (Oldebroek))

Amerikaanse windmotor ·
beltmolen ·
bovenkruier ·
grondzeiler ·
paltrokmolen ·
spinnenkop ·
standerdmolen ·
kotmolen ·
stellingmolen ·
houten achtkant ·
ronde stenen molen ·
tjasker ·
torenmolen ·
weidemolen ·
wipmolen ·
monniksmolen (Friese mounts) ·
tonmolen ·
windturbine ·
Bosman-molentje

Verwant artikel: Windmolens in Nederland